# VVV-Venlo in het seizoen 2017/18
Dit artikel geeft een overzicht van VVV-Venlo in het seizoen 2017/2018.

## Selectie 2017 - 2018
| Nr. | Positie | Speler             |
| --- | ------- | ------------------ |
| 1   | DM      | Lars Unnerstall    |
| 2   | V       | Moreno Rutten      |
| 3   | V       | Jerold Promes      |
| 4   | V       | Roel Janssen       |
| 5   | V       | Leroy Labylle      |
| 6   | M       | Danny Post         |
| 7   | A       | Vito van Crooij    |
| 8   | M       | Clint Leemans      |
| 9   | A       | Ralf Seuntjens     |
| 10  | A       | Johnatan Opoku     |
| 11  | A       | Lennart Thy        |
| 12  | V       | Jens Janse         |
| 13  | V       | Nils Röseler       |
| 14  | A       | Tarik Tissoudali   |
| 15  | A       | Romeo Castelen     |
| 16  | DM      | Delano van Crooij  |
| 17  | V       | Tristan Dekker     |
| 19  | A       | Torino Hunte       |
| 20  | V       | Damian van Bruggen |
| 21  | M       | Terry Antonis      |
| 22  | A       | Mink Peeters       |
| 23  | A       | Juul Respen        |
| 24  | A       | Lugman Bezzat      |
| 25  | M       | Kelechi Nwakali    |
| 25  | V       | Evren Korkmaz      |
| 26  | A       | Etienne Amenyido   |
| 26  | A       | Emil Riis Jakobsen |
| 27  | A       | Jeffrey Rijkers    |
| 29  | V       | Roy Gielen         |
| 30  | DM      | Sem Custers        |
| 31  | DM      | Bram Verbong       |
| 35  | V       | Lars Joosten       |
| 36  | A       | Kay van de Vorst   |
| 37  | M       | Evert Linthorst    |
| 38  | M       | Paul Wienhoven     |
| 39  | M       | Simon Janssen      |
| 40  | V       | Stan van Dijck     |
| 41  | V       | Martijn Samson     |
| 43  | V       | Moos Hendrix       |
| 44  | V       | Dion van Horne     |

### Aangetrokken spelers
- Etienne Amenyido, gehuurd van Borussia Dortmund
- Terry Antonis, van PAOK Saloniki (was verhuurd aan Western Sydney Wanderers)
- Damian van Bruggen, gehuurd van PSV
- Stan van Dijck eigen jeugd
- Moos Hendrix eigen jeugd
- Dion van Horne eigen jeugd
- Jens Janse, van Leyton Orient
- Simon Janssen eigen jeugd
- Leroy Labylle, van MVV Maastricht
- Evert Linthorst eigen jeugd
- Kelechi Nwakali, gehuurd van Arsenal
- Mink Peeters, gehuurd van Real Madrid
- Martijn Samson eigen jeugd
- Lennart Thy, gehuurd van Werder Bremen
- Tarik Tissoudali, gehuurd van Le Havre AC
- Lars Unnerstall, van Fortuna Düsseldorf
- Bram Verbong eigen jeugd
- Kay van de Vorst eigen jeugd
- Paul Wienhoven eigen jeugd
- Romeo Castelen, in de loop van het seizoen van Zhejiang Yiteng
- Emil Riis Jakobsen, in de loop van het seizoen gehuurd van Derby County
- Evren Korkmaz, in de loop van het seizoen terug naar VVV (was verhuurd aan FC Den Bosch)

### Uitgaande spelers
- Vincent Bogaerts naar VV UNA
- Stijn Brinkman naar Jong Helmond Sport
- Jasko Džurlić naar EVV
- Maarten de Fockert naar sc Heerenveen, was gehuurd
- Reno Kochanowski naar EVV
- Evren Korkmaz, verhuurd aan FC Den Bosch
- Cendrino Misidjan naar FC Dordrecht
- Roy Oomen naar SV Venray
- Tim Receveur naar De Graafschap
- Leandro Resida naar RKC Waalwijk
- Joey Sleegers naar N.E.C., was gehuurd
- Rintaro Tashima naar Dinamo Zagreb II
- Gedion Zelalem naar Arsenal, was gehuurd
- Etienne Amenyido, in de loop van het seizoen terug naar Borussia Dortmund
- Terry Antonis, in de loop van het seizoen naar Melbourne Victory
- Kelechi Nwakali, in de loop van het seizoen door Arsenal verhuurd aan MVV
- Mink Peeters, in de loop van het seizoen door Real Madrid verhuurd aan Almere City FC
- Juul Respen, in de loop van het seizoen naar Helmond Sport
- Tarik Tissoudali, in de loop van het seizoen door Le Havre verhuurd aan De Graafschap

## Wedstrijden

### Eredivisie
Speelronde 1:
| zaterdag 12 augustus 2017, 18:30 | VVV-Venlo                                    | 3-0 (1-0) | Sparta | Opstelling VVV-Venlo | Opstelling Sparta |  |
| Stadion: Stadion De Koel, Venlo Toeschouwers: 5.832 Arbiter: Kamphuis | Leemans 44' Tissoudali 48' V. van Crooij 90' |           |        | Unnerstall, Dekker 81' ( Van Bruggen), Promes , Röseler, R. Janssen 90' ( Labylle), Rutten, Seuntjens, Leemans, V. van Crooij, Thy, Tissoudali 72' ( Hunte) RESERVEBANK: D. van Crooij, Verbong, Antonis, Bezzat | Kortsmit, Floranus, Breuer , Chabot 17', 83', Dougall, Sanusi, Spierings 81' ( Duarte), Dobson, Alhaft 76' ( Verhaar), Volaš, Goodwin 67' ( Ache) RESERVEBANK: Craninx, Nienhuis, Vriends, Oosterlen, Bambock, Veenhoven, Brogno |  |
| Stadion: Stadion De Koel, Venlo Toeschouwers: 5.832 Arbiter: Kamphuis |                                              |           |        | Unnerstall, Dekker 81' ( Van Bruggen), Promes , Röseler, R. Janssen 90' ( Labylle), Rutten, Seuntjens, Leemans, V. van Crooij, Thy, Tissoudali 72' ( Hunte) RESERVEBANK: D. van Crooij, Verbong, Antonis, Bezzat | Kortsmit, Floranus, Breuer , Chabot 17', 83', Dougall, Sanusi, Spierings 81' ( Duarte), Dobson, Alhaft 76' ( Verhaar), Volaš, Goodwin 67' ( Ache) RESERVEBANK: Craninx, Nienhuis, Vriends, Oosterlen, Bambock, Veenhoven, Brogno |  |
| Stadion: Stadion De Koel, Venlo Toeschouwers: 5.832 Arbiter: Kamphuis |                                              |           |        | Unnerstall, Dekker 81' ( Van Bruggen), Promes , Röseler, R. Janssen 90' ( Labylle), Rutten, Seuntjens, Leemans, V. van Crooij, Thy, Tissoudali 72' ( Hunte) RESERVEBANK: D. van Crooij, Verbong, Antonis, Bezzat | Kortsmit, Floranus, Breuer , Chabot 17', 83', Dougall, Sanusi, Spierings 81' ( Duarte), Dobson, Alhaft 76' ( Verhaar), Volaš, Goodwin 67' ( Ache) RESERVEBANK: Craninx, Nienhuis, Vriends, Oosterlen, Bambock, Veenhoven, Brogno |  |
| Bijz.: Post geschorst (2e wedstrijd) vanwege rode kaart uit het seizoen 2016/17. Competitiedebuut Lars Unnerstall, Lennart Thy, Tarik Tissoudali, Damian van Bruggen en Leroy Labylle namens VVV. |                                              |           |        | | |  |

Speelronde 2:
| zaterdag 19 augustus 2017, 18:30                                            | FC Twente | 1-2 (0-2) | VVV-Venlo                    | Opstelling FC Twente | Opstelling VVV-Venlo |  |
| Stadion: De Grolsch Veste, Enschede Toeschouwers: 23.800 Arbiter: S. Mulder | Boere 60' |           | 23' V. van Crooij 41' Promes | Brondeel, Ter Avest 6' ( Van der Lely), Andersen, Thesker 83', Trajkovski, Gjorgjev 63' ( Assaidi), Holla, Van der Heyden 43' 75' ( Liendl), F. Jensen, Kvasina, Boere RESERVEBANK: Hengelman, Drommel, Hooiveld, R. Jensen, Bijen, Laukart, Buckley-Ricketts | Unnerstall, Rutten, Promes, Röseler, R. Janssen 60' ( Labylle), Post , Seuntjens, Leemans, V. van Crooij 85' 90' ( Dekker), Thy, Tissoudali 72' 72' ( Hunte) RESERVEBANK: D. van Crooij, Verbong, Van Bruggen, Antonis, Amenyido |  |
| Stadion: De Grolsch Veste, Enschede Toeschouwers: 23.800 Arbiter: S. Mulder |           |           |                              | Brondeel, Ter Avest 6' ( Van der Lely), Andersen, Thesker 83', Trajkovski, Gjorgjev 63' ( Assaidi), Holla, Van der Heyden 43' 75' ( Liendl), F. Jensen, Kvasina, Boere RESERVEBANK: Hengelman, Drommel, Hooiveld, R. Jensen, Bijen, Laukart, Buckley-Ricketts | Unnerstall, Rutten, Promes, Röseler, R. Janssen 60' ( Labylle), Post , Seuntjens, Leemans, V. van Crooij 85' 90' ( Dekker), Thy, Tissoudali 72' 72' ( Hunte) RESERVEBANK: D. van Crooij, Verbong, Van Bruggen, Antonis, Amenyido |  |
| Stadion: De Grolsch Veste, Enschede Toeschouwers: 23.800 Arbiter: S. Mulder |           |           |                              | Brondeel, Ter Avest 6' ( Van der Lely), Andersen, Thesker 83', Trajkovski, Gjorgjev 63' ( Assaidi), Holla, Van der Heyden 43' 75' ( Liendl), F. Jensen, Kvasina, Boere RESERVEBANK: Hengelman, Drommel, Hooiveld, R. Jensen, Bijen, Laukart, Buckley-Ricketts | Unnerstall, Rutten, Promes, Röseler, R. Janssen 60' ( Labylle), Post , Seuntjens, Leemans, V. van Crooij 85' 90' ( Dekker), Thy, Tissoudali 72' 72' ( Hunte) RESERVEBANK: D. van Crooij, Verbong, Van Bruggen, Antonis, Amenyido |  |
|                                                                             |           |           |                              | | |  |

Speelronde 3:
| zondag 27 augustus 2017, 14:30                                                     | VVV-Venlo | 0-2 (0-0) | Ajax                      | Opstelling VVV-Venlo | Opstelling Ajax |  |
| Stadion: Stadion De Koel, Venlo Toeschouwers: 8.000 Arbiter: Kuipers               |           |           | 55' Van de Beek 70' Neres | Unnerstall, Rutten, Promes, Röseler, Labylle 63' ( Dekker), Post , Seuntjens 45', Leemans 64' 82' ( Amenyido), V. van Crooij, Thy, Tissoudali 70' ( Hunte) RESERVEBANK: D. van Crooij, Custers, Van Bruggen, Antonis, Peeters, Bezzat | Onana, Veltman , De Ligt 17', Viergever, Dijks 46' ( Neres), Van de Beek, De Jong 80' ( Wöber), Ziyech, Černý 46' ( Huntelaar), Dolberg, Younes RESERVEBANK: Van Leer, Orejuela, Eiting, Schöne |  |
| Stadion: Stadion De Koel, Venlo Toeschouwers: 8.000 Arbiter: Kuipers               |           |           |                           | Unnerstall, Rutten, Promes, Röseler, Labylle 63' ( Dekker), Post , Seuntjens 45', Leemans 64' 82' ( Amenyido), V. van Crooij, Thy, Tissoudali 70' ( Hunte) RESERVEBANK: D. van Crooij, Custers, Van Bruggen, Antonis, Peeters, Bezzat | Onana, Veltman , De Ligt 17', Viergever, Dijks 46' ( Neres), Van de Beek, De Jong 80' ( Wöber), Ziyech, Černý 46' ( Huntelaar), Dolberg, Younes RESERVEBANK: Van Leer, Orejuela, Eiting, Schöne |  |
| Stadion: Stadion De Koel, Venlo Toeschouwers: 8.000 Arbiter: Kuipers               |           |           |                           | Unnerstall, Rutten, Promes, Röseler, Labylle 63' ( Dekker), Post , Seuntjens 45', Leemans 64' 82' ( Amenyido), V. van Crooij, Thy, Tissoudali 70' ( Hunte) RESERVEBANK: D. van Crooij, Custers, Van Bruggen, Antonis, Peeters, Bezzat | Onana, Veltman , De Ligt 17', Viergever, Dijks 46' ( Neres), Van de Beek, De Jong 80' ( Wöber), Ziyech, Černý 46' ( Huntelaar), Dolberg, Younes RESERVEBANK: Van Leer, Orejuela, Eiting, Schöne |  |
| Bijz.: Eerste seizoensnederlaag VVV. Competitiedebuut Etienne Amenyido namens VVV. |           |           |                           | | |  |

Speelronde 4:
| zondag 10 september 2017, 16:45                                               | FC Groningen             | 1-1 (1-0) | VVV-Venlo   | Opstelling FC Groningen | Opstelling VVV-Venlo |  |
| Stadion: Noordlease Stadion, Groningen Toeschouwers: 15.832 Arbiter: Lindhout | Mahi 15' Mahi 48' (pen.) |           | 90' Nwakali | Padt , Kane, Te Wierik, Larsen 2', Warmerdam 68', Drost, Jenssen 62' ( Van Nieff), Bacuna, Idrissi 56' ( Antuna), Mahi 79' ( Van Weert), Veldwijk RESERVEBANK: Begois, Hoekstra, Memišević, Reijnen, Absalem, Hrustić, Reis | Unnerstall, Rutten 69', Promes 48', Röseler 83' ( Van Bruggen), Labylle, Post , Seuntjens, Leemans, Tissoudali 65' ( Opoku), Thy, Hunte 75' ( Nwakali) RESERVEBANK: D. van Crooij, Verbong, Dekker, Antonis, Amenyido, Peeters |  |
| Stadion: Noordlease Stadion, Groningen Toeschouwers: 15.832 Arbiter: Lindhout |                          |           |             | Padt , Kane, Te Wierik, Larsen 2', Warmerdam 68', Drost, Jenssen 62' ( Van Nieff), Bacuna, Idrissi 56' ( Antuna), Mahi 79' ( Van Weert), Veldwijk RESERVEBANK: Begois, Hoekstra, Memišević, Reijnen, Absalem, Hrustić, Reis | Unnerstall, Rutten 69', Promes 48', Röseler 83' ( Van Bruggen), Labylle, Post , Seuntjens, Leemans, Tissoudali 65' ( Opoku), Thy, Hunte 75' ( Nwakali) RESERVEBANK: D. van Crooij, Verbong, Dekker, Antonis, Amenyido, Peeters |  |
| Stadion: Noordlease Stadion, Groningen Toeschouwers: 15.832 Arbiter: Lindhout |                          |           |             | Padt , Kane, Te Wierik, Larsen 2', Warmerdam 68', Drost, Jenssen 62' ( Van Nieff), Bacuna, Idrissi 56' ( Antuna), Mahi 79' ( Van Weert), Veldwijk RESERVEBANK: Begois, Hoekstra, Memišević, Reijnen, Absalem, Hrustić, Reis | Unnerstall, Rutten 69', Promes 48', Röseler 83' ( Van Bruggen), Labylle, Post , Seuntjens, Leemans, Tissoudali 65' ( Opoku), Thy, Hunte 75' ( Nwakali) RESERVEBANK: D. van Crooij, Verbong, Dekker, Antonis, Amenyido, Peeters |  |
| Bijz.: Competitiedebuut Kelechi Nwakali namens VVV.                           |                          |           |             | | |  |

Speelronde 5:
| zondag 17 september 2017, 16:45                                                    | Vitesse    | 1-1 (0-0) | VVV-Venlo          | Opstelling Vitesse | Opstelling VVV-Venlo |  |
| Stadion: GelreDome, Arnhem Toeschouwers: 15.213 Arbiter: Higler                    | Matavž 47' |           | 90' Leemans (pen.) | Pasveer 90', Dabo 38' ( Colkett), Kasjia 89', Miazga 21', Büttner, Bruns 71' ( Castaignos), Van der Werff 88', Foor, Rashica, Matavž 90', Linssen RESERVEBANK: Houwen, Lelieveld, Faye, Mount | Unnerstall, Rutten, Promes 75' ( Nwakali), Röseler, Labylle 38' 62' ( Van Bruggen), Post , Seuntjens, Leemans, Tissoudali 46' ( Opoku), Thy, Hunte RESERVEBANK: D. van Crooij, Verbong, Antonis, V. van Crooij, Peeters, Amenyido |  |
| Stadion: GelreDome, Arnhem Toeschouwers: 15.213 Arbiter: Higler                    |            |           |                    | Pasveer 90', Dabo 38' ( Colkett), Kasjia 89', Miazga 21', Büttner, Bruns 71' ( Castaignos), Van der Werff 88', Foor, Rashica, Matavž 90', Linssen RESERVEBANK: Houwen, Lelieveld, Faye, Mount | Unnerstall, Rutten, Promes 75' ( Nwakali), Röseler, Labylle 38' 62' ( Van Bruggen), Post , Seuntjens, Leemans, Tissoudali 46' ( Opoku), Thy, Hunte RESERVEBANK: D. van Crooij, Verbong, Antonis, V. van Crooij, Peeters, Amenyido |  |
| Stadion: GelreDome, Arnhem Toeschouwers: 15.213 Arbiter: Higler                    |            |           |                    | Pasveer 90', Dabo 38' ( Colkett), Kasjia 89', Miazga 21', Büttner, Bruns 71' ( Castaignos), Van der Werff 88', Foor, Rashica, Matavž 90', Linssen RESERVEBANK: Houwen, Lelieveld, Faye, Mount | Unnerstall, Rutten, Promes 75' ( Nwakali), Röseler, Labylle 38' 62' ( Van Bruggen), Post , Seuntjens, Leemans, Tissoudali 46' ( Opoku), Thy, Hunte RESERVEBANK: D. van Crooij, Verbong, Antonis, V. van Crooij, Peeters, Amenyido |  |
| Bijz.: 100e eredivisiewedstrijd Maurice Steijn als trainer in het betaald voetbal. |            |           |                    | | |  |

Speelronde 6:
| zondag 24 september 2017, 14:30                                        | VVV-Venlo   | 1-1 (0-1) | PEC Zwolle   | Opstelling VVV-Venlo | Opstelling PEC Zwolle |  |
| Stadion: Stadion De Koel, Venlo Toeschouwers: 6.621 Arbiter: Nijhuis   | Leemans 69' |           | 30' Ehizibue | Unnerstall, Rutten, Promes, Röseler, Labylle 61' ( Van Bruggen), Post 89', Seuntjens, Leemans 90', Tissoudali 63' ( V. van Crooij), Thy, Hunte 75' ( Nwakali) RESERVEBANK: D. van Crooij, Verbong, Antonis, Gielen, Respen, Amenyido | Boer, Ehizibue, Marcellis 68', Freire, Van Polen , Thomas, Bakker, Saymak 84' ( Israelsson), Marinus 57' ( Ondaan), Parzyszek 57' ( Nijland), Mokhtar RESERVEBANK: Van der Hart, Hauptmeijer, Van Looy, Woudstra, Swart, Dekker |  |
| Stadion: Stadion De Koel, Venlo Toeschouwers: 6.621 Arbiter: Nijhuis   |             |           |              | Unnerstall, Rutten, Promes, Röseler, Labylle 61' ( Van Bruggen), Post 89', Seuntjens, Leemans 90', Tissoudali 63' ( V. van Crooij), Thy, Hunte 75' ( Nwakali) RESERVEBANK: D. van Crooij, Verbong, Antonis, Gielen, Respen, Amenyido | Boer, Ehizibue, Marcellis 68', Freire, Van Polen , Thomas, Bakker, Saymak 84' ( Israelsson), Marinus 57' ( Ondaan), Parzyszek 57' ( Nijland), Mokhtar RESERVEBANK: Van der Hart, Hauptmeijer, Van Looy, Woudstra, Swart, Dekker |  |
| Stadion: Stadion De Koel, Venlo Toeschouwers: 6.621 Arbiter: Nijhuis   |             |           |              | Unnerstall, Rutten, Promes, Röseler, Labylle 61' ( Van Bruggen), Post 89', Seuntjens, Leemans 90', Tissoudali 63' ( V. van Crooij), Thy, Hunte 75' ( Nwakali) RESERVEBANK: D. van Crooij, Verbong, Antonis, Gielen, Respen, Amenyido | Boer, Ehizibue, Marcellis 68', Freire, Van Polen , Thomas, Bakker, Saymak 84' ( Israelsson), Marinus 57' ( Ondaan), Parzyszek 57' ( Nijland), Mokhtar RESERVEBANK: Van der Hart, Hauptmeijer, Van Looy, Woudstra, Swart, Dekker |  |
| Bijz.: 100e competitiewedstrijd Damian van Bruggen in betaald voetbal. |             |           |              | | |  |

Speelronde 7:
| zaterdag 30 september 2017, 20:45                                                                 | Excelsior | 0-2 (0-1) | VVV-Venlo                 | Opstelling Excelsior | Opstelling VVV-Venlo |  |
| Stadion: Van Donge & De Roo Stadion, Rotterdam Toeschouwers: 3.704 Arbiter: Bax                   |           |           | 32' Leemans 70' Seuntjens | Kristinsson, Karami, Mattheij, De Wijs, Massop, Faik, Vermeulen 46' ( Van Duinen), Koolwijk 51', Caenepeel, El Azzouzi 64' ( Fortes 69'), Bruins 16' 64' ( Hadouir) RESERVEBANK: Zwarthoed, Havekotte, Faes, Payne, Messaoud, Haspolat | Unnerstall, Rutten, Röseler, Promes 77' ( Van Bruggen), Labylle, Post 49', Seuntjens, Leemans, Nwakali 61' ( V. van Crooij), Thy, Hunte RESERVEBANK: D. van Crooij, Custers, R. Janssen, Janse, Antonis, Tissoudali, Peeters, Amenyido |  |
| Stadion: Van Donge & De Roo Stadion, Rotterdam Toeschouwers: 3.704 Arbiter: Bax                   |           |           |                           | Kristinsson, Karami, Mattheij, De Wijs, Massop, Faik, Vermeulen 46' ( Van Duinen), Koolwijk 51', Caenepeel, El Azzouzi 64' ( Fortes 69'), Bruins 16' 64' ( Hadouir) RESERVEBANK: Zwarthoed, Havekotte, Faes, Payne, Messaoud, Haspolat | Unnerstall, Rutten, Röseler, Promes 77' ( Van Bruggen), Labylle, Post 49', Seuntjens, Leemans, Nwakali 61' ( V. van Crooij), Thy, Hunte RESERVEBANK: D. van Crooij, Custers, R. Janssen, Janse, Antonis, Tissoudali, Peeters, Amenyido |  |
| Stadion: Van Donge & De Roo Stadion, Rotterdam Toeschouwers: 3.704 Arbiter: Bax                   |           |           |                           | Kristinsson, Karami, Mattheij, De Wijs, Massop, Faik, Vermeulen 46' ( Van Duinen), Koolwijk 51', Caenepeel, El Azzouzi 64' ( Fortes 69'), Bruins 16' 64' ( Hadouir) RESERVEBANK: Zwarthoed, Havekotte, Faes, Payne, Messaoud, Haspolat | Unnerstall, Rutten, Röseler, Promes 77' ( Van Bruggen), Labylle, Post 49', Seuntjens, Leemans, Nwakali 61' ( V. van Crooij), Thy, Hunte RESERVEBANK: D. van Crooij, Custers, R. Janssen, Janse, Antonis, Tissoudali, Peeters, Amenyido |  |
| Bijz.: Beste seizoenstart VVV in uitduels Eredivisie ooit: vier uitwedstrijden op rij ongeslagen. |           |           |                           | | |  |

Speelronde 8:
| zondag 15 oktober 2017, 14:30                                         | VVV-Venlo                    | 2-5 (1-1) | PSV                                                              | Opstelling VVV-Venlo | Opstelling PSV |  |
| Stadion: Stadion De Koel, Venlo Toeschouwers: 8.000 Arbiter: Makkelie | (pen.) Leemans 40' Hunte 48' |           | 23' Locadia 58' Pereiro 67' Schwaab 72' Mauro Júnior 85' Pereiro | Unnerstall, Janse 8' 57' ( Promes 61'), Röseler, Van Bruggen, Labylle, Rutten, Seuntjens , Leemans, V. van Crooij 74' ( Nwakali), Thy 86' ( Tissoudali), Hunte RESERVEBANK: D. van Crooij, Verbong, R. Janssen, Post, Antonis, Peeters | Zoet, Arias 4', Schwaab, Isimat-Mirin 39', Brenet, Pereiro 88' ( Guðmundsson), Van Ginkel , Hendrix 78' ( Rosario), Bergwijn 46' ( Mauro Júnior), De Jong, Locadia RESERVEBANK: Room, Van Osch, Luckassen, Obispo, Ramselaar, Maher, Paal, Lammers |  |
| Stadion: Stadion De Koel, Venlo Toeschouwers: 8.000 Arbiter: Makkelie |                              |           |                                                                  | Unnerstall, Janse 8' 57' ( Promes 61'), Röseler, Van Bruggen, Labylle, Rutten, Seuntjens , Leemans, V. van Crooij 74' ( Nwakali), Thy 86' ( Tissoudali), Hunte RESERVEBANK: D. van Crooij, Verbong, R. Janssen, Post, Antonis, Peeters | Zoet, Arias 4', Schwaab, Isimat-Mirin 39', Brenet, Pereiro 88' ( Guðmundsson), Van Ginkel , Hendrix 78' ( Rosario), Bergwijn 46' ( Mauro Júnior), De Jong, Locadia RESERVEBANK: Room, Van Osch, Luckassen, Obispo, Ramselaar, Maher, Paal, Lammers |  |
| Stadion: Stadion De Koel, Venlo Toeschouwers: 8.000 Arbiter: Makkelie |                              |           |                                                                  | Unnerstall, Janse 8' 57' ( Promes 61'), Röseler, Van Bruggen, Labylle, Rutten, Seuntjens , Leemans, V. van Crooij 74' ( Nwakali), Thy 86' ( Tissoudali), Hunte RESERVEBANK: D. van Crooij, Verbong, R. Janssen, Post, Antonis, Peeters | Zoet, Arias 4', Schwaab, Isimat-Mirin 39', Brenet, Pereiro 88' ( Guðmundsson), Van Ginkel , Hendrix 78' ( Rosario), Bergwijn 46' ( Mauro Júnior), De Jong, Locadia RESERVEBANK: Room, Van Osch, Luckassen, Obispo, Ramselaar, Maher, Paal, Lammers |  |
| Bijz.: Competitiedebuut Jens Janse namens VVV.                        |                              |           |                                                                  | | |  |

Speelronde 9:
| zaterdag 21 oktober 2017, 19:45                                       | VVV-Venlo | 0-2 (0-0) | ADO Den Haag               | Opstelling VVV-Venlo | Opstelling ADO Den Haag |  |
| Stadion: Stadion De Koel, Venlo Toeschouwers: 6.532 Arbiter: Manschot |           |           | 66' Falkenburg 90' Johnsen | Unnerstall, Rutten, Röseler, Van Bruggen, Labylle 86' ( Nwakali), Post , Seuntjens, Leemans 10', V. van Crooij, Thy, Hunte 41' 65' ( Tissoudali) RESERVEBANK: D. van Crooij, Verbong, R. Janssen, Janse, Antonis, Respen | Zwinkels, Ebuehi, Meißner, Danny Bakker, Meijers , Gorter, Immers, El Khayati 80' ( Johnsen), Becker 70' ( Hooi 90' ( Goppel)), Falkenburg, Lorenzen RESERVEBANK: Groothuizen, Coremans, B. Kuipers, David, Pinas, Van Huffel, Ladan |  |
| Stadion: Stadion De Koel, Venlo Toeschouwers: 6.532 Arbiter: Manschot |           |           |                            | Unnerstall, Rutten, Röseler, Van Bruggen, Labylle 86' ( Nwakali), Post , Seuntjens, Leemans 10', V. van Crooij, Thy, Hunte 41' 65' ( Tissoudali) RESERVEBANK: D. van Crooij, Verbong, R. Janssen, Janse, Antonis, Respen | Zwinkels, Ebuehi, Meißner, Danny Bakker, Meijers , Gorter, Immers, El Khayati 80' ( Johnsen), Becker 70' ( Hooi 90' ( Goppel)), Falkenburg, Lorenzen RESERVEBANK: Groothuizen, Coremans, B. Kuipers, David, Pinas, Van Huffel, Ladan |  |
| Stadion: Stadion De Koel, Venlo Toeschouwers: 6.532 Arbiter: Manschot |           |           |                            | Unnerstall, Rutten, Röseler, Van Bruggen, Labylle 86' ( Nwakali), Post , Seuntjens, Leemans 10', V. van Crooij, Thy, Hunte 41' 65' ( Tissoudali) RESERVEBANK: D. van Crooij, Verbong, R. Janssen, Janse, Antonis, Respen | Zwinkels, Ebuehi, Meißner, Danny Bakker, Meijers , Gorter, Immers, El Khayati 80' ( Johnsen), Becker 70' ( Hooi 90' ( Goppel)), Falkenburg, Lorenzen RESERVEBANK: Groothuizen, Coremans, B. Kuipers, David, Pinas, Van Huffel, Ladan |  |
| Bijz.: Promes geschorst (1e wedstrijd) vanwege rode kaart             |           |           |                            | | |  |

Speelronde 10:
| zaterdag 28 oktober 2017, 18:30                                     | Heracles Almelo                     | 3-0 (2-0) | VVV-Venlo | Opstelling Heracles Almelo | Opstelling VVV-Venlo |  |
| Stadion: Polman Stadion, Almelo Toeschouwers: 10.364 Arbiter: Pérez | Kuwas 36' Peterson 40' Peterson 69' |           |           | Castro, Droste, Pröpper 6', Van den Buijs, Hardeveld, Niemeijer 76' ( Van Ooijen), Pelupessy , Monteiro, Kuwas 88' ( Huisman), Gladon, Peterson 82' ( Navrátil) RESERVEBANK: Zeinstra, Brouwer, Breukers, Wuytens, Baas, Agbaljan, Vermeij | Unnerstall, Rutten, Röseler, Promes 46' ( Nwakali), R. Janssen 69' ( Labylle), Post 55' 75' ( Van Bruggen), Seuntjens, Leemans, V. van Crooij, Thy, Hunte RESERVEBANK: D. van Crooij, Verbong, Janse, Antonis, Tissoudali |  |
| Stadion: Polman Stadion, Almelo Toeschouwers: 10.364 Arbiter: Pérez |                                     |           |           | Castro, Droste, Pröpper 6', Van den Buijs, Hardeveld, Niemeijer 76' ( Van Ooijen), Pelupessy , Monteiro, Kuwas 88' ( Huisman), Gladon, Peterson 82' ( Navrátil) RESERVEBANK: Zeinstra, Brouwer, Breukers, Wuytens, Baas, Agbaljan, Vermeij | Unnerstall, Rutten, Röseler, Promes 46' ( Nwakali), R. Janssen 69' ( Labylle), Post 55' 75' ( Van Bruggen), Seuntjens, Leemans, V. van Crooij, Thy, Hunte RESERVEBANK: D. van Crooij, Verbong, Janse, Antonis, Tissoudali |  |
| Stadion: Polman Stadion, Almelo Toeschouwers: 10.364 Arbiter: Pérez |                                     |           |           | Castro, Droste, Pröpper 6', Van den Buijs, Hardeveld, Niemeijer 76' ( Van Ooijen), Pelupessy , Monteiro, Kuwas 88' ( Huisman), Gladon, Peterson 82' ( Navrátil) RESERVEBANK: Zeinstra, Brouwer, Breukers, Wuytens, Baas, Agbaljan, Vermeij | Unnerstall, Rutten, Röseler, Promes 46' ( Nwakali), R. Janssen 69' ( Labylle), Post 55' 75' ( Van Bruggen), Seuntjens, Leemans, V. van Crooij, Thy, Hunte RESERVEBANK: D. van Crooij, Verbong, Janse, Antonis, Tissoudali |  |
|                                                                     |                                     |           |           | | |  |

Speelronde 11:
| zaterdag 4 november 2017, 20:45                                       | VVV-Venlo | 0-0 (0-0) | NAC Breda | Opstelling VVV-Venlo | Opstelling NAC Breda |  |
| Stadion: Stadion De Koel, Venlo Toeschouwers: 6.521 Arbiter: Kamphuis |           |           |           | Unnerstall, Rutten 82' ( Janse), Röseler, Promes , R. Janssen, Nwakali 59' ( Van Bruggen), Seuntjens, Leemans, V. van Crooij, Thy, Hunte 46' ( Tissoudali) RESERVEBANK: D. van Crooij, Custers, Labylle, Antonis, Peeters, Amenyido | Birighitti, Sporkslede, Meijers, Mets, Angeliño, Verschueren, García , El Allouchi, Korte 39' 77' ( Fernandes), Enevoldsen 86' ( Sprangers), Vloet 84' RESERVEBANK: Bertrams, Niemczycki, Horsfield, Vliet, Nijholt, Reuvers |  |
| Stadion: Stadion De Koel, Venlo Toeschouwers: 6.521 Arbiter: Kamphuis |           |           |           | Unnerstall, Rutten 82' ( Janse), Röseler, Promes , R. Janssen, Nwakali 59' ( Van Bruggen), Seuntjens, Leemans, V. van Crooij, Thy, Hunte 46' ( Tissoudali) RESERVEBANK: D. van Crooij, Custers, Labylle, Antonis, Peeters, Amenyido | Birighitti, Sporkslede, Meijers, Mets, Angeliño, Verschueren, García , El Allouchi, Korte 39' 77' ( Fernandes), Enevoldsen 86' ( Sprangers), Vloet 84' RESERVEBANK: Bertrams, Niemczycki, Horsfield, Vliet, Nijholt, Reuvers |  |
| Stadion: Stadion De Koel, Venlo Toeschouwers: 6.521 Arbiter: Kamphuis |           |           |           | Unnerstall, Rutten 82' ( Janse), Röseler, Promes , R. Janssen, Nwakali 59' ( Van Bruggen), Seuntjens, Leemans, V. van Crooij, Thy, Hunte 46' ( Tissoudali) RESERVEBANK: D. van Crooij, Custers, Labylle, Antonis, Peeters, Amenyido | Birighitti, Sporkslede, Meijers, Mets, Angeliño, Verschueren, García , El Allouchi, Korte 39' 77' ( Fernandes), Enevoldsen 86' ( Sprangers), Vloet 84' RESERVEBANK: Bertrams, Niemczycki, Horsfield, Vliet, Nijholt, Reuvers |  |
|                                                                       |           |           |           | | |  |

Speelronde 12:
| zaterdag 18 november 2017, 18:30                                            | Feyenoord     | 1-1 (0-0) | VVV-Venlo       | Opstelling Feyenoord | Opstelling VVV-Venlo |  |
| Stadion: Stadion Feijenoord, Rotterdam Toeschouwers: 47.500 Arbiter: Higler | Jørgensen 54' |           | 86' Van Bruggen | Jones, Nieuwkoop 78' ( Diks), Van Beek, St. Juste, Haps, El Ahmadi , Toornstra 89' ( Kramer), Vilhena, Berghuis, Jørgensen, Larsson 70' ( Boëtius) RESERVEBANK: Vermeer, Bijlow, Nelom, Amrabat, Hansson, Başacıkoğlu | Unnerstall 90', Janse 72' ( Opoku), Röseler, Promes , R. Janssen 52', Labylle 55' 38' ( Hunte), Van Bruggen, Seuntjens, Leemans, V. van Crooij, Thy 90' ( Dekker) RESERVEBANK: D. van Crooij, Verbong, Rutten, Post, Antonis, Nwakali, Tissoudali, Peeters, Amenyido |  |
| Stadion: Stadion Feijenoord, Rotterdam Toeschouwers: 47.500 Arbiter: Higler |               |           |                 | Jones, Nieuwkoop 78' ( Diks), Van Beek, St. Juste, Haps, El Ahmadi , Toornstra 89' ( Kramer), Vilhena, Berghuis, Jørgensen, Larsson 70' ( Boëtius) RESERVEBANK: Vermeer, Bijlow, Nelom, Amrabat, Hansson, Başacıkoğlu | Unnerstall 90', Janse 72' ( Opoku), Röseler, Promes , R. Janssen 52', Labylle 55' 38' ( Hunte), Van Bruggen, Seuntjens, Leemans, V. van Crooij, Thy 90' ( Dekker) RESERVEBANK: D. van Crooij, Verbong, Rutten, Post, Antonis, Nwakali, Tissoudali, Peeters, Amenyido |  |
| Stadion: Stadion Feijenoord, Rotterdam Toeschouwers: 47.500 Arbiter: Higler |               |           |                 | Jones, Nieuwkoop 78' ( Diks), Van Beek, St. Juste, Haps, El Ahmadi , Toornstra 89' ( Kramer), Vilhena, Berghuis, Jørgensen, Larsson 70' ( Boëtius) RESERVEBANK: Vermeer, Bijlow, Nelom, Amrabat, Hansson, Başacıkoğlu | Unnerstall 90', Janse 72' ( Opoku), Röseler, Promes , R. Janssen 52', Labylle 55' 38' ( Hunte), Van Bruggen, Seuntjens, Leemans, V. van Crooij, Thy 90' ( Dekker) RESERVEBANK: D. van Crooij, Verbong, Rutten, Post, Antonis, Nwakali, Tissoudali, Peeters, Amenyido |  |
|                                                                             |               |           |                 | | |  |

Speelronde 13:
| zaterdag 25 november 2017, 18:30                                       | VVV-Venlo                                           | 3-3 (1-0) | Willem II                           | Opstelling VVV-Venlo | Opstelling Willem II |  |
| Stadion: Stadion De Koel, Venlo Toeschouwers: 6.782 Arbiter: S. Mulder | V. van Crooij 7' Van Bruggen 49' (pen.) Leemans 72' |           | 62' Ogbeche 74' Ogbeche 90' Ogbeche | Unnerstall, Rutten, Röseler, Promes , R. Janssen, Van Bruggen, Seuntjens, Leemans, V. van Crooij, Thy 73' ( Opoku), Hunte RESERVEBANK: D. van Crooij, Custers, Labylle, Janse, Dekker, Rijkers, Antonis, Nwakali, Respen, Bezzat, Amenyido | Branderhorst, Lewis, Lachman, Heerkens, Van der Linden 87' ( Crowley), Lieftink 46' ( Azzaoui), Haye 56', Rienstra , El Hankouri 79' ( Croux), Ogbeche 57', Sol 72' RESERVEBANK: Wellenreuther, Van der Lei, Kok, Coulibaly, Ogenia |  |
| Stadion: Stadion De Koel, Venlo Toeschouwers: 6.782 Arbiter: S. Mulder |                                                     |           |                                     | Unnerstall, Rutten, Röseler, Promes , R. Janssen, Van Bruggen, Seuntjens, Leemans, V. van Crooij, Thy 73' ( Opoku), Hunte RESERVEBANK: D. van Crooij, Custers, Labylle, Janse, Dekker, Rijkers, Antonis, Nwakali, Respen, Bezzat, Amenyido | Branderhorst, Lewis, Lachman, Heerkens, Van der Linden 87' ( Crowley), Lieftink 46' ( Azzaoui), Haye 56', Rienstra , El Hankouri 79' ( Croux), Ogbeche 57', Sol 72' RESERVEBANK: Wellenreuther, Van der Lei, Kok, Coulibaly, Ogenia |  |
| Stadion: Stadion De Koel, Venlo Toeschouwers: 6.782 Arbiter: S. Mulder |                                                     |           |                                     | Unnerstall, Rutten, Röseler, Promes , R. Janssen, Van Bruggen, Seuntjens, Leemans, V. van Crooij, Thy 73' ( Opoku), Hunte RESERVEBANK: D. van Crooij, Custers, Labylle, Janse, Dekker, Rijkers, Antonis, Nwakali, Respen, Bezzat, Amenyido | Branderhorst, Lewis, Lachman, Heerkens, Van der Linden 87' ( Crowley), Lieftink 46' ( Azzaoui), Haye 56', Rienstra , El Hankouri 79' ( Croux), Ogbeche 57', Sol 72' RESERVEBANK: Wellenreuther, Van der Lei, Kok, Coulibaly, Ogenia |  |
| Bijz.: Peeters en Tissoudali disciplinair geschorst.                   |                                                     |           |                                     | | |  |

Speelronde 14:
| zondag 3 december 2017, 12:30                                        | VVV-Venlo | 0-2 (0-0) | AZ                                   | Opstelling VVV-Venlo | Opstelling AZ |  |
| Stadion: Stadion De Koel, Venlo Toeschouwers: 6.353 Arbiter: Nijhuis |           |           | 74' Seuntjens (e.d.) 84' Hatzidiakos | D. van Crooij, Rutten 79' ( Opoku), Röseler, Promes , R. Janssen, Van Bruggen, Seuntjens, Leemans, V. van Crooij, Thy 88' ( Amenyido), Hunte 85' ( Tissoudali) RESERVEBANK: Custers, Verbong, Janse, Labylle, Dekker, Antonis, Nwakali, Peeters | Bizot, Svensson, Hatzidiakos, Wuytens 54', Ouwejan, Midtsjø, Til, Koopmeiners, Jahanbakhsh, Weghorst , Seuntjens 85' ( Dos Santos Souza) RESERVEBANK: Coutinho, Wijndal, Van Eijden, Van Rhijn, Helmer, Bel Hassani, Friday, Garcia |  |
| Stadion: Stadion De Koel, Venlo Toeschouwers: 6.353 Arbiter: Nijhuis |           |           |                                      | D. van Crooij, Rutten 79' ( Opoku), Röseler, Promes , R. Janssen, Van Bruggen, Seuntjens, Leemans, V. van Crooij, Thy 88' ( Amenyido), Hunte 85' ( Tissoudali) RESERVEBANK: Custers, Verbong, Janse, Labylle, Dekker, Antonis, Nwakali, Peeters | Bizot, Svensson, Hatzidiakos, Wuytens 54', Ouwejan, Midtsjø, Til, Koopmeiners, Jahanbakhsh, Weghorst , Seuntjens 85' ( Dos Santos Souza) RESERVEBANK: Coutinho, Wijndal, Van Eijden, Van Rhijn, Helmer, Bel Hassani, Friday, Garcia |  |
| Stadion: Stadion De Koel, Venlo Toeschouwers: 6.353 Arbiter: Nijhuis |           |           |                                      | D. van Crooij, Rutten 79' ( Opoku), Röseler, Promes , R. Janssen, Van Bruggen, Seuntjens, Leemans, V. van Crooij, Thy 88' ( Amenyido), Hunte 85' ( Tissoudali) RESERVEBANK: Custers, Verbong, Janse, Labylle, Dekker, Antonis, Nwakali, Peeters | Bizot, Svensson, Hatzidiakos, Wuytens 54', Ouwejan, Midtsjø, Til, Koopmeiners, Jahanbakhsh, Weghorst , Seuntjens 85' ( Dos Santos Souza) RESERVEBANK: Coutinho, Wijndal, Van Eijden, Van Rhijn, Helmer, Bel Hassani, Friday, Garcia |  |
|                                                                      |           |           |                                      | | |  |

Speelronde 15:
| zaterdag 9 december 2017, 18:30                                                  | sc Heerenveen            | 2-2 (1-1) | VVV-Venlo             | Opstelling sc Heerenveen | Opstelling VVV-Venlo |  |
| Stadion: Abe Lenstra Stadion, Heerenveen Toeschouwers: 18.893 Arbiter: Dieperink | Dumfries 19' Veerman 49' |           | 10' Thy 85' Seuntjens | Hahn, Dumfries, Høegh, Pierie 66', Schmidt, Schaars 87' ( Næss), Thorsby, Vlap, Kobayashi, Veerman, Mihajlović 72' ( Van Amersfoort) RESERVEBANK: Van der Steen, Hansen, Woudenberg, Bruijn, Rojas, Ghoochannejhad, Hornkamp | Unnerstall, Rutten, Röseler, Promes 78' ( Seuntjens), R. Janssen, Nwakali 67' ( Opoku), Van Bruggen 64', Leemans, V. van Crooij, Thy, Hunte 87' ( Janse) RESERVEBANK: D. van Crooij, Verbong, Labylle, Dekker, Tissoudali, Amenyido |  |
| Stadion: Abe Lenstra Stadion, Heerenveen Toeschouwers: 18.893 Arbiter: Dieperink |                          |           |                       | Hahn, Dumfries, Høegh, Pierie 66', Schmidt, Schaars 87' ( Næss), Thorsby, Vlap, Kobayashi, Veerman, Mihajlović 72' ( Van Amersfoort) RESERVEBANK: Van der Steen, Hansen, Woudenberg, Bruijn, Rojas, Ghoochannejhad, Hornkamp | Unnerstall, Rutten, Röseler, Promes 78' ( Seuntjens), R. Janssen, Nwakali 67' ( Opoku), Van Bruggen 64', Leemans, V. van Crooij, Thy, Hunte 87' ( Janse) RESERVEBANK: D. van Crooij, Verbong, Labylle, Dekker, Tissoudali, Amenyido |  |
| Stadion: Abe Lenstra Stadion, Heerenveen Toeschouwers: 18.893 Arbiter: Dieperink |                          |           |                       | Hahn, Dumfries, Høegh, Pierie 66', Schmidt, Schaars 87' ( Næss), Thorsby, Vlap, Kobayashi, Veerman, Mihajlović 72' ( Van Amersfoort) RESERVEBANK: Van der Steen, Hansen, Woudenberg, Bruijn, Rojas, Ghoochannejhad, Hornkamp | Unnerstall, Rutten, Röseler, Promes 78' ( Seuntjens), R. Janssen, Nwakali 67' ( Opoku), Van Bruggen 64', Leemans, V. van Crooij, Thy, Hunte 87' ( Janse) RESERVEBANK: D. van Crooij, Verbong, Labylle, Dekker, Tissoudali, Amenyido |  |
|                                                                                  |                          |           |                       | | |  |

Speelronde 16:
| woensdag 13 december 2017, 19:45                                      | VVV-Venlo | 0-1 (0-1) | FC Utrecht | Opstelling VVV-Venlo | Opstelling FC Utrecht |  |
| Stadion: Stadion De Koel, Venlo Toeschouwers: 5.778 Arbiter: Manschot |           |           | 24' Kerk   | Unnerstall, Rutten 62' ( Dekker), Röseler, Promes , R. Janssen 82' ( Labylle), Van Bruggen, Seuntjens 31', Leemans, V. van Crooij, Thy, Hunte 62' ( Opoku) RESERVEBANK: D. van Crooij, Verbong, Janse, Antonis, Nwakali, Tissoudali, Bezzat, Amenyido | Jensen 90', Van der Maarel 80', Leeuwin 78' ( Đumić), Janssen , Emanuelson, Klaiber 31', Strieder, Ayoub, Van de Streek, Kerk 82' ( Dessers), Labyad 89' ( Görtler) RESERVEBANK: Marsman, Van der Meer, Troupée, Braafheid, Velanas, Willock, David, Venema |  |
| Stadion: Stadion De Koel, Venlo Toeschouwers: 5.778 Arbiter: Manschot |           |           |            | Unnerstall, Rutten 62' ( Dekker), Röseler, Promes , R. Janssen 82' ( Labylle), Van Bruggen, Seuntjens 31', Leemans, V. van Crooij, Thy, Hunte 62' ( Opoku) RESERVEBANK: D. van Crooij, Verbong, Janse, Antonis, Nwakali, Tissoudali, Bezzat, Amenyido | Jensen 90', Van der Maarel 80', Leeuwin 78' ( Đumić), Janssen , Emanuelson, Klaiber 31', Strieder, Ayoub, Van de Streek, Kerk 82' ( Dessers), Labyad 89' ( Görtler) RESERVEBANK: Marsman, Van der Meer, Troupée, Braafheid, Velanas, Willock, David, Venema |  |
| Stadion: Stadion De Koel, Venlo Toeschouwers: 5.778 Arbiter: Manschot |           |           |            | Unnerstall, Rutten 62' ( Dekker), Röseler, Promes , R. Janssen 82' ( Labylle), Van Bruggen, Seuntjens 31', Leemans, V. van Crooij, Thy, Hunte 62' ( Opoku) RESERVEBANK: D. van Crooij, Verbong, Janse, Antonis, Nwakali, Tissoudali, Bezzat, Amenyido | Jensen 90', Van der Maarel 80', Leeuwin 78' ( Đumić), Janssen , Emanuelson, Klaiber 31', Strieder, Ayoub, Van de Streek, Kerk 82' ( Dessers), Labyad 89' ( Görtler) RESERVEBANK: Marsman, Van der Meer, Troupée, Braafheid, Velanas, Willock, David, Venema |  |
|                                                                       |           |           |            | | |  |

Speelronde 17:
| zaterdag 16 december 2017, 20:45                                                 | Roda JC | 0-1 (0-0) | VVV-Venlo   | Opstelling Roda JC | Opstelling VVV-Venlo |  |
| Stadion: Parkstad Limburg Stadion, Kerkrade Toeschouwers: 13.189 Arbiter: Higler |         |           | 76' Leemans | Jurjus, Ananou, Werker, Auassar 83', Vansteenkiste 78' ( Ndenge), Rosheuvel, Gustafson, El Makrini, Engels 73' ( Van Velzen), Schahin, Vancamp 58' ( Gnjatić) RESERVEBANK: Kurto, Derksen, Van Peppen, Rutjes, Milts | Unnerstall, Rutten, Röseler, Promes , R. Janssen, Van Bruggen, Seuntjens, Leemans, V. van Crooij 83' ( Opoku), Thy 90' ( Dekker), Hunte 14' 60' ( Tissoudali) RESERVEBANK: D. van Crooij, Verbong, Labylle, Janse, Antonis, Nwakali, Bezzat, Amenyido |  |
| Stadion: Parkstad Limburg Stadion, Kerkrade Toeschouwers: 13.189 Arbiter: Higler |         |           |             | Jurjus, Ananou, Werker, Auassar 83', Vansteenkiste 78' ( Ndenge), Rosheuvel, Gustafson, El Makrini, Engels 73' ( Van Velzen), Schahin, Vancamp 58' ( Gnjatić) RESERVEBANK: Kurto, Derksen, Van Peppen, Rutjes, Milts | Unnerstall, Rutten, Röseler, Promes , R. Janssen, Van Bruggen, Seuntjens, Leemans, V. van Crooij 83' ( Opoku), Thy 90' ( Dekker), Hunte 14' 60' ( Tissoudali) RESERVEBANK: D. van Crooij, Verbong, Labylle, Janse, Antonis, Nwakali, Bezzat, Amenyido |  |
| Stadion: Parkstad Limburg Stadion, Kerkrade Toeschouwers: 13.189 Arbiter: Higler |         |           |             | Jurjus, Ananou, Werker, Auassar 83', Vansteenkiste 78' ( Ndenge), Rosheuvel, Gustafson, El Makrini, Engels 73' ( Van Velzen), Schahin, Vancamp 58' ( Gnjatić) RESERVEBANK: Kurto, Derksen, Van Peppen, Rutjes, Milts | Unnerstall, Rutten, Röseler, Promes , R. Janssen, Van Bruggen, Seuntjens, Leemans, V. van Crooij 83' ( Opoku), Thy 90' ( Dekker), Hunte 14' 60' ( Tissoudali) RESERVEBANK: D. van Crooij, Verbong, Labylle, Janse, Antonis, Nwakali, Bezzat, Amenyido |  |
|                                                                                  |         |           |             | | |  |

Speelronde 18:
| zondag 24 december 2017, 14:30                                                                                    | VVV-Venlo               | 3-1 (1-1) | Heracles Almelo      | Opstelling VVV-Venlo | Opstelling Heracles Almelo |  |
| Stadion: Stadion De Koel, Venlo Toeschouwers: 7.528 Arbiter: Bax                                                  | Thy 17' Thy 54' Thy 76' |           | 27' Niemeijer (pen.) | Unnerstall, Rutten, Röseler 46', Promes 60' ( Dekker), R. Janssen, Van Bruggen 45', Seuntjens, Leemans, V. van Crooij 83' ( Opoku), Thy, Hunte RESERVEBANK: D. van Crooij, Verbong, Labylle, Janse, Nwakali, Tissoudali, Bezzat | Castro, Breukers 60' ( Pröpper 72'), Droste 74', Wuytens, Baas, Niemeijer 78' ( Darri), Pelupessy 38', Monteiro, Kuwas, Vermeij 48' 67' ( Gladon), Peterson RESERVEBANK: Zeinstra, Brouwer, Van Hintum, Van Ooijen, Jakubiak, Navrátil |  |
| Stadion: Stadion De Koel, Venlo Toeschouwers: 7.528 Arbiter: Bax                                                  |                         |           |                      | Unnerstall, Rutten, Röseler 46', Promes 60' ( Dekker), R. Janssen, Van Bruggen 45', Seuntjens, Leemans, V. van Crooij 83' ( Opoku), Thy, Hunte RESERVEBANK: D. van Crooij, Verbong, Labylle, Janse, Nwakali, Tissoudali, Bezzat | Castro, Breukers 60' ( Pröpper 72'), Droste 74', Wuytens, Baas, Niemeijer 78' ( Darri), Pelupessy 38', Monteiro, Kuwas, Vermeij 48' 67' ( Gladon), Peterson RESERVEBANK: Zeinstra, Brouwer, Van Hintum, Van Ooijen, Jakubiak, Navrátil |  |
| Stadion: Stadion De Koel, Venlo Toeschouwers: 7.528 Arbiter: Bax                                                  |                         |           |                      | Unnerstall, Rutten, Röseler 46', Promes 60' ( Dekker), R. Janssen, Van Bruggen 45', Seuntjens, Leemans, V. van Crooij 83' ( Opoku), Thy, Hunte RESERVEBANK: D. van Crooij, Verbong, Labylle, Janse, Nwakali, Tissoudali, Bezzat | Castro, Breukers 60' ( Pröpper 72'), Droste 74', Wuytens, Baas, Niemeijer 78' ( Darri), Pelupessy 38', Monteiro, Kuwas, Vermeij 48' 67' ( Gladon), Peterson RESERVEBANK: Zeinstra, Brouwer, Van Hintum, Van Ooijen, Jakubiak, Navrátil |  |
| Bijz.: Laatste competitiewedstrijd voor de winterstop. Trainer Steijn geschorst (1e wedstrijd) na veldverwijzing. |                         |           |                      | | |  |

Speelronde 19:
| zaterdag 20 januari 2018, 19:45 | ADO Den Haag | 1-1 (1-0) | VVV-Venlo | Opstelling ADO Den Haag | Opstelling VVV-Venlo |  |
| Stadion: Cars Jeans Stadion, Den Haag Toeschouwers: 11.008 Arbiter: Higler                                                                                 | Johnsen 23'  |           | 86' Opoku | Zwinkels, Ebuehi, Beugelsdijk, Pinas 80' ( Meißner), Meijers , Immers, El Khayati, Danny Bakker, Becker 54' ( Hooi), Johnsen, Falkenburg RESERVEBANK: Groothuizen, Coremans, B. Kuipers, N. Kuipers, Goppel, David, Gorter, Duplan | Unnerstall, Rutten 65' ( Dekker), Röseler, Promes 77' ( Castelen), R. Janssen 90', Van Bruggen, Seuntjens 90', Leemans, V. van Crooij 90', Thy, Hunte 67' ( Opoku) RESERVEBANK: D. van Crooij, Verbong, Labylle, Janse, Post, Tissoudali, Riis |  |
| Stadion: Cars Jeans Stadion, Den Haag Toeschouwers: 11.008 Arbiter: Higler                                                                                 |              |           |           | Zwinkels, Ebuehi, Beugelsdijk, Pinas 80' ( Meißner), Meijers , Immers, El Khayati, Danny Bakker, Becker 54' ( Hooi), Johnsen, Falkenburg RESERVEBANK: Groothuizen, Coremans, B. Kuipers, N. Kuipers, Goppel, David, Gorter, Duplan | Unnerstall, Rutten 65' ( Dekker), Röseler, Promes 77' ( Castelen), R. Janssen 90', Van Bruggen, Seuntjens 90', Leemans, V. van Crooij 90', Thy, Hunte 67' ( Opoku) RESERVEBANK: D. van Crooij, Verbong, Labylle, Janse, Post, Tissoudali, Riis |  |
| Stadion: Cars Jeans Stadion, Den Haag Toeschouwers: 11.008 Arbiter: Higler                                                                                 |              |           |           | Zwinkels, Ebuehi, Beugelsdijk, Pinas 80' ( Meißner), Meijers , Immers, El Khayati, Danny Bakker, Becker 54' ( Hooi), Johnsen, Falkenburg RESERVEBANK: Groothuizen, Coremans, B. Kuipers, N. Kuipers, Goppel, David, Gorter, Duplan | Unnerstall, Rutten 65' ( Dekker), Röseler, Promes 77' ( Castelen), R. Janssen 90', Van Bruggen, Seuntjens 90', Leemans, V. van Crooij 90', Thy, Hunte 67' ( Opoku) RESERVEBANK: D. van Crooij, Verbong, Labylle, Janse, Post, Tissoudali, Riis |  |
| Bijz.: Eerste competitiewedstrijd na de winterstop. Trainer Steijn geschorst (2e wedstrijd) na veldverwijzing. Competitiedebuut Romeo Castelen namens VVV. |              |           |           | | |  |

Speelronde 20:
| zaterdag 27 januari 2018, 20:45                                            | NAC Breda | 0-1 (0-0) | VVV-Venlo | Opstelling NAC Breda | Opstelling VVV-Venlo |  |
| Stadion: Rat Verlegh Stadion, Breda Toeschouwers: 18.443 Arbiter: Manschot |           |           | 73' Thy   | Birighitti, Verschueren, Meijers, Marí 80', Angeliño, Nijholt 67' 79' ( Fernandes), García, Vloet, Korte, Ambrose 73' ( Brusselers), El Allouchi RESERVEBANK: Niemczycki, Horsfield, Mets, Schoofs, Sprangers, Snepvangers | Unnerstall, Dekker 40' ( Post 72'), Röseler, Promes , R. Janssen, Van Bruggen, Seuntjens 61', Leemans, V. van Crooij 49' 89' ( Castelen), Thy, Hunte 46' ( Opoku) RESERVEBANK: D. van Crooij, Custers, Labylle, Janse, Tissoudali, Riis |  |
| Stadion: Rat Verlegh Stadion, Breda Toeschouwers: 18.443 Arbiter: Manschot |           |           |           | Birighitti, Verschueren, Meijers, Marí 80', Angeliño, Nijholt 67' 79' ( Fernandes), García, Vloet, Korte, Ambrose 73' ( Brusselers), El Allouchi RESERVEBANK: Niemczycki, Horsfield, Mets, Schoofs, Sprangers, Snepvangers | Unnerstall, Dekker 40' ( Post 72'), Röseler, Promes , R. Janssen, Van Bruggen, Seuntjens 61', Leemans, V. van Crooij 49' 89' ( Castelen), Thy, Hunte 46' ( Opoku) RESERVEBANK: D. van Crooij, Custers, Labylle, Janse, Tissoudali, Riis |  |
| Stadion: Rat Verlegh Stadion, Breda Toeschouwers: 18.443 Arbiter: Manschot |           |           |           | Birighitti, Verschueren, Meijers, Marí 80', Angeliño, Nijholt 67' 79' ( Fernandes), García, Vloet, Korte, Ambrose 73' ( Brusselers), El Allouchi RESERVEBANK: Niemczycki, Horsfield, Mets, Schoofs, Sprangers, Snepvangers | Unnerstall, Dekker 40' ( Post 72'), Röseler, Promes , R. Janssen, Van Bruggen, Seuntjens 61', Leemans, V. van Crooij 49' 89' ( Castelen), Thy, Hunte 46' ( Opoku) RESERVEBANK: D. van Crooij, Custers, Labylle, Janse, Tissoudali, Riis |  |
|                                                                            |           |           |           | | |  |

Speelronde 21:
| zondag 4 februari 2018, 14:30 | VVV-Venlo          | 1-0 (0-0) | Feyenoord | Opstelling VVV-Venlo | Opstelling Feyenoord |  |
| Stadion: Stadion De Koel, Venlo Toeschouwers: 8.000 Arbiter: Kamphuis | (pen.) Leemans 88' |           |           | Unnerstall, Dekker, Röseler, Promes, R. Janssen, Post 57', Seuntjens 89' ( Van Bruggen), Leemans, Opoku 81' ( Castelen), Thy, V. van Crooij RESERVEBANK: D. van Crooij, Verbong, Korkmaz, Rutten, Labylle, Janse, Hunte, Bezzat, Riis | Jones, St. Juste, Van Beek, Tapia 87' 89' ( Vente), Malacia, El Ahmadi 40', Toornstra, Vilhena 57', Berghuis 22', Jørgensen 82' ( Van Persie), Larsson 68' ( Boëtius) RESERVEBANK: Bijlow, Ten Hove, Diks, Botteghin, Van der Heijden, Haps, Amrabat, Başacıkoğlu |  |
| Stadion: Stadion De Koel, Venlo Toeschouwers: 8.000 Arbiter: Kamphuis |                    |           |           | Unnerstall, Dekker, Röseler, Promes, R. Janssen, Post 57', Seuntjens 89' ( Van Bruggen), Leemans, Opoku 81' ( Castelen), Thy, V. van Crooij RESERVEBANK: D. van Crooij, Verbong, Korkmaz, Rutten, Labylle, Janse, Hunte, Bezzat, Riis | Jones, St. Juste, Van Beek, Tapia 87' 89' ( Vente), Malacia, El Ahmadi 40', Toornstra, Vilhena 57', Berghuis 22', Jørgensen 82' ( Van Persie), Larsson 68' ( Boëtius) RESERVEBANK: Bijlow, Ten Hove, Diks, Botteghin, Van der Heijden, Haps, Amrabat, Başacıkoğlu |  |
| Stadion: Stadion De Koel, Venlo Toeschouwers: 8.000 Arbiter: Kamphuis |                    |           |           | Unnerstall, Dekker, Röseler, Promes, R. Janssen, Post 57', Seuntjens 89' ( Van Bruggen), Leemans, Opoku 81' ( Castelen), Thy, V. van Crooij RESERVEBANK: D. van Crooij, Verbong, Korkmaz, Rutten, Labylle, Janse, Hunte, Bezzat, Riis | Jones, St. Juste, Van Beek, Tapia 87' 89' ( Vente), Malacia, El Ahmadi 40', Toornstra, Vilhena 57', Berghuis 22', Jørgensen 82' ( Van Persie), Larsson 68' ( Boëtius) RESERVEBANK: Bijlow, Ten Hove, Diks, Botteghin, Van der Heijden, Haps, Amrabat, Başacıkoğlu |  |
| Bijz.: Jubileumwedstrijd VVV in het kader van 115-jarig bestaan. 200e competitiewedstrijd Danny Post in betaald voetbal. 300e officiële wedstrijd Ralf Seuntjens in betaald voetbal. |                    |           |           | | |  |

Speelronde 22:
| woensdag 7 februari 2018, 20:45                                                  | Willem II                          | 3-0 (1-0) | VVV-Venlo | Opstelling Willem II | Opstelling VVV-Venlo |  |
| Stadion: Koning Willem II Stadion, Tilburg Toeschouwers: 11.500 Arbiter: Janssen | Ogbeche 44' Rienstra 49' Croux 53' |           |           | Branderhorst, Heerkens, Lachman, Meißner, Tsimikas, Rienstra , Chirivella, El Hankouri 67' ( Haye), Croux 71' 79' ( Lewis), Sol, Ogbeche 87' ( Enoh) RESERVEBANK: Wellenreuther, Van der Lei, Van der Linden, Dankerlui, Kristinsson, Coulibaly | Unnerstall, Dekker 73', Röseler 56', Promes 34' ( V. van Crooij), R. Janssen, Van Bruggen, Seuntjens, Leemans, Opoku 84' ( Labylle), Thy, Hunte 46' ( Castelen) RESERVEBANK: D. van Crooij, Verbong, Rutten, Janse, Korkmaz, Riis |  |
| Stadion: Koning Willem II Stadion, Tilburg Toeschouwers: 11.500 Arbiter: Janssen |                                    |           |           | Branderhorst, Heerkens, Lachman, Meißner, Tsimikas, Rienstra , Chirivella, El Hankouri 67' ( Haye), Croux 71' 79' ( Lewis), Sol, Ogbeche 87' ( Enoh) RESERVEBANK: Wellenreuther, Van der Lei, Van der Linden, Dankerlui, Kristinsson, Coulibaly | Unnerstall, Dekker 73', Röseler 56', Promes 34' ( V. van Crooij), R. Janssen, Van Bruggen, Seuntjens, Leemans, Opoku 84' ( Labylle), Thy, Hunte 46' ( Castelen) RESERVEBANK: D. van Crooij, Verbong, Rutten, Janse, Korkmaz, Riis |  |
| Stadion: Koning Willem II Stadion, Tilburg Toeschouwers: 11.500 Arbiter: Janssen |                                    |           |           | Branderhorst, Heerkens, Lachman, Meißner, Tsimikas, Rienstra , Chirivella, El Hankouri 67' ( Haye), Croux 71' 79' ( Lewis), Sol, Ogbeche 87' ( Enoh) RESERVEBANK: Wellenreuther, Van der Lei, Van der Linden, Dankerlui, Kristinsson, Coulibaly | Unnerstall, Dekker 73', Röseler 56', Promes 34' ( V. van Crooij), R. Janssen, Van Bruggen, Seuntjens, Leemans, Opoku 84' ( Labylle), Thy, Hunte 46' ( Castelen) RESERVEBANK: D. van Crooij, Verbong, Rutten, Janse, Korkmaz, Riis |  |
| Bijz.: Post geschorst vanwege 5e gele kaart.                                     |                                    |           |           | | |  |

Speelronde 23:
| zaterdag 10 februari 2018, 20:45                                      | AZ | 0-0 (0-0) | VVV-Venlo | Opstelling AZ | Opstelling VVV-Venlo |  |
| Stadion: AFAS Stadion, Alkmaar Toeschouwers: 14.023 Arbiter: Lindhout |    |           |           | Bizot, Svensson 81' ( Van Rhijn), Hatzidiakos, Wuytens, Ouwejan, Midtsjø, Van Overeem 76' ( Bel Hassani 78'), Koopmeiners 59' ( Idrissi), Jahanbakhsh, Weghorst , Seuntjens RESERVEBANK: Coutinho, Vlaar, Wijndal, Hoedemakers, Mihálik, Druijf | Unnerstall, Rutten, Röseler, Van Bruggen 20' ( Janse), R. Janssen 68', Post , Seuntjens, Leemans, Castelen 44' 70' ( Opoku), Thy, Hunte 87' ( V. van Crooij) RESERVEBANK: D. van Crooij, Verbong, Labylle, Dekker, Korkmaz, Riis |  |
| Stadion: AFAS Stadion, Alkmaar Toeschouwers: 14.023 Arbiter: Lindhout |    |           |           | Bizot, Svensson 81' ( Van Rhijn), Hatzidiakos, Wuytens, Ouwejan, Midtsjø, Van Overeem 76' ( Bel Hassani 78'), Koopmeiners 59' ( Idrissi), Jahanbakhsh, Weghorst , Seuntjens RESERVEBANK: Coutinho, Vlaar, Wijndal, Hoedemakers, Mihálik, Druijf | Unnerstall, Rutten, Röseler, Van Bruggen 20' ( Janse), R. Janssen 68', Post , Seuntjens, Leemans, Castelen 44' 70' ( Opoku), Thy, Hunte 87' ( V. van Crooij) RESERVEBANK: D. van Crooij, Verbong, Labylle, Dekker, Korkmaz, Riis |  |
| Stadion: AFAS Stadion, Alkmaar Toeschouwers: 14.023 Arbiter: Lindhout |    |           |           | Bizot, Svensson 81' ( Van Rhijn), Hatzidiakos, Wuytens, Ouwejan, Midtsjø, Van Overeem 76' ( Bel Hassani 78'), Koopmeiners 59' ( Idrissi), Jahanbakhsh, Weghorst , Seuntjens RESERVEBANK: Coutinho, Vlaar, Wijndal, Hoedemakers, Mihálik, Druijf | Unnerstall, Rutten, Röseler, Van Bruggen 20' ( Janse), R. Janssen 68', Post , Seuntjens, Leemans, Castelen 44' 70' ( Opoku), Thy, Hunte 87' ( V. van Crooij) RESERVEBANK: D. van Crooij, Verbong, Labylle, Dekker, Korkmaz, Riis |  |
|                                                                       |    |           |           | | |  |

Speelronde 24:
| vrijdag 16 februari 2018, 20:00                                  | VVV-Venlo        | 1-1 (1-1) | FC Groningen | Opstelling VVV-Venlo | Opstelling FC Groningen |  |
| Stadion: Stadion De Koel, Venlo Toeschouwers: 6.624 Van de Graaf | V. van Crooij 2' |           | 15' Doan     | Unnerstall, Rutten 90', Post , Röseler, R. Janssen, V. van Crooij, Seuntjens, Leemans, Castelen 55' ( Janse), Thy, Opoku 79' ( Hunte) RESERVEBANK: D. van Crooij, Verbong, Labylle, Dekker, Korkmaz, Bezzat, Riis | Padt 90', Zeefuik 90', Te Wierik 20', Memišević, Van Nieff, Drost 68' ( Warmerdam), Van de Looi, Bacuna, Doan 86' ( Hrustić), Mahi, Van Weert RESERVEBANK: Begois, Hoekstra, Absalem, Antuna, Breij |  |
| Stadion: Stadion De Koel, Venlo Toeschouwers: 6.624 Van de Graaf |                  |           |              | Unnerstall, Rutten 90', Post , Röseler, R. Janssen, V. van Crooij, Seuntjens, Leemans, Castelen 55' ( Janse), Thy, Opoku 79' ( Hunte) RESERVEBANK: D. van Crooij, Verbong, Labylle, Dekker, Korkmaz, Bezzat, Riis | Padt 90', Zeefuik 90', Te Wierik 20', Memišević, Van Nieff, Drost 68' ( Warmerdam), Van de Looi, Bacuna, Doan 86' ( Hrustić), Mahi, Van Weert RESERVEBANK: Begois, Hoekstra, Absalem, Antuna, Breij |  |
| Stadion: Stadion De Koel, Venlo Toeschouwers: 6.624 Van de Graaf |                  |           |              | Unnerstall, Rutten 90', Post , Röseler, R. Janssen, V. van Crooij, Seuntjens, Leemans, Castelen 55' ( Janse), Thy, Opoku 79' ( Hunte) RESERVEBANK: D. van Crooij, Verbong, Labylle, Dekker, Korkmaz, Bezzat, Riis | Padt 90', Zeefuik 90', Te Wierik 20', Memišević, Van Nieff, Drost 68' ( Warmerdam), Van de Looi, Bacuna, Doan 86' ( Hrustić), Mahi, Van Weert RESERVEBANK: Begois, Hoekstra, Absalem, Antuna, Breij |  |
|                                                                  |                  |           |              | | |  |

Speelronde 25:
| zaterdag 24 februari 2018, 20:45                                       | VVV-Venlo         | 2-2 (2-1) | Vitesse                      | Opstelling VVV-Venlo | Opstelling Vitesse |  |
| Stadion: Stadion De Koel, Venlo Toeschouwers: 6.168 Arbiter: S. Mulder | Hunte 10' Thy 24' |           | 29' Röseler (e.d.) 48' Mount | Unnerstall, Dekker 85' ( Promes), Post , Röseler, R. Janssen 74', Rutten, Seuntjens 82', Leemans, V. van Crooij, Thy 90' ( Opoku), Hunte 64' ( Castelen) RESERVEBANK: D. van Crooij, Verbong, Labylle, Janse, Korkmaz, Riis | Pasveer, Dabo, Kasjia , Miazga, Faye, Bruns 86' ( Van Bergen), Van der Werff, Mount, Beerens, Castaignos, Foor RESERVEBANK: Tørnes, Houwen, Karavajev, Lelieveld, Oude Kotte, Serero, Ali, Schuurman, Buitink |  |
| Stadion: Stadion De Koel, Venlo Toeschouwers: 6.168 Arbiter: S. Mulder |                   |           |                              | Unnerstall, Dekker 85' ( Promes), Post , Röseler, R. Janssen 74', Rutten, Seuntjens 82', Leemans, V. van Crooij, Thy 90' ( Opoku), Hunte 64' ( Castelen) RESERVEBANK: D. van Crooij, Verbong, Labylle, Janse, Korkmaz, Riis | Pasveer, Dabo, Kasjia , Miazga, Faye, Bruns 86' ( Van Bergen), Van der Werff, Mount, Beerens, Castaignos, Foor RESERVEBANK: Tørnes, Houwen, Karavajev, Lelieveld, Oude Kotte, Serero, Ali, Schuurman, Buitink |  |
| Stadion: Stadion De Koel, Venlo Toeschouwers: 6.168 Arbiter: S. Mulder |                   |           |                              | Unnerstall, Dekker 85' ( Promes), Post , Röseler, R. Janssen 74', Rutten, Seuntjens 82', Leemans, V. van Crooij, Thy 90' ( Opoku), Hunte 64' ( Castelen) RESERVEBANK: D. van Crooij, Verbong, Labylle, Janse, Korkmaz, Riis | Pasveer, Dabo, Kasjia , Miazga, Faye, Bruns 86' ( Van Bergen), Van der Werff, Mount, Beerens, Castaignos, Foor RESERVEBANK: Tørnes, Houwen, Karavajev, Lelieveld, Oude Kotte, Serero, Ali, Schuurman, Buitink |  |
|                                                                        |                   |           |                              | | |  |

Speelronde 26:
| zondag 4 maart 2018, 12:30                                               | PEC Zwolle | 1-1 (0-0) | VVV-Venlo         | Opstelling PEC Zwolle | Opstelling VVV-Venlo |  |
| Stadion: MAC³PARK stadion, Zwolle Toeschouwers: 12.985 Arbiter: Manschot | Saymak 73' |           | 68' V. van Crooij | Boer, Ehizibue 35', Dekker 67', Sandler, Van Polen , Thomas, Bakker, Saymak, Namli, Parzyszek 84' ( Menig), Mokhtar 87' 90' ( Ondaan) RESERVEBANK: Van der Hart, Hauptmeijer, Freire, Ligeon, Marinus, Israelsson, Benschop | Unnerstall, Rutten 76', Röseler, Promes 59', R. Janssen, Post 73', Leemans 81' ( Janse), Opoku, Castelen 90' ( Labylle), Thy, V. van Crooij 83' RESERVEBANK: D. van Crooij, Custers, Verbong, Dekker, Korkmaz, Riis, Hunte |  |
| Stadion: MAC³PARK stadion, Zwolle Toeschouwers: 12.985 Arbiter: Manschot |            |           |                   | Boer, Ehizibue 35', Dekker 67', Sandler, Van Polen , Thomas, Bakker, Saymak, Namli, Parzyszek 84' ( Menig), Mokhtar 87' 90' ( Ondaan) RESERVEBANK: Van der Hart, Hauptmeijer, Freire, Ligeon, Marinus, Israelsson, Benschop | Unnerstall, Rutten 76', Röseler, Promes 59', R. Janssen, Post 73', Leemans 81' ( Janse), Opoku, Castelen 90' ( Labylle), Thy, V. van Crooij 83' RESERVEBANK: D. van Crooij, Custers, Verbong, Dekker, Korkmaz, Riis, Hunte |  |
| Stadion: MAC³PARK stadion, Zwolle Toeschouwers: 12.985 Arbiter: Manschot |            |           |                   | Boer, Ehizibue 35', Dekker 67', Sandler, Van Polen , Thomas, Bakker, Saymak, Namli, Parzyszek 84' ( Menig), Mokhtar 87' 90' ( Ondaan) RESERVEBANK: Van der Hart, Hauptmeijer, Freire, Ligeon, Marinus, Israelsson, Benschop | Unnerstall, Rutten 76', Röseler, Promes 59', R. Janssen, Post 73', Leemans 81' ( Janse), Opoku, Castelen 90' ( Labylle), Thy, V. van Crooij 83' RESERVEBANK: D. van Crooij, Custers, Verbong, Dekker, Korkmaz, Riis, Hunte |  |
| Bijz.: Seuntjens geschorst vanwege 5e gele kaart.                        |            |           |                   | | |  |

Speelronde 27:
| zaterdag 10 maart 2018, 19:45                                        | VVV-Venlo                   | 2-3 (1-1) | Excelsior                          | Opstelling VVV-Venlo | Opstelling Excelsior |  |
| Stadion: Stadion De Koel, Venlo Toeschouwers: 6.021 Arbiter: Martens | Mattheij (e.d.) 41' Thy 84' |           | 35' Garcia 61' Faik 81' Van Duinen | Unnerstall, Rutten, Röseler, Promes 69' ( Opoku), R. Janssen 79' ( Labylle), Post , Seuntjens, Leemans, Castelen 69' ( Hunte), Thy, V. van Crooij RESERVEBANK: D. van Crooij, Verbong, Janse, Korkmaz, Riis | Zwarthoed, Karami, Mattheij, Faes, Massop 58', Faik 59', Messaoud 80' ( Vermeulen), Koolwijk 88' ( Fortes), Garcia 75' ( Caenepeel), Van Duinen 81', Bruins RESERVEBANK: Havekotte, Kristinsson, O'Neill, Burnet, Hadouir, Haspolat |  |
| Stadion: Stadion De Koel, Venlo Toeschouwers: 6.021 Arbiter: Martens |                             |           |                                    | Unnerstall, Rutten, Röseler, Promes 69' ( Opoku), R. Janssen 79' ( Labylle), Post , Seuntjens, Leemans, Castelen 69' ( Hunte), Thy, V. van Crooij RESERVEBANK: D. van Crooij, Verbong, Janse, Korkmaz, Riis | Zwarthoed, Karami, Mattheij, Faes, Massop 58', Faik 59', Messaoud 80' ( Vermeulen), Koolwijk 88' ( Fortes), Garcia 75' ( Caenepeel), Van Duinen 81', Bruins RESERVEBANK: Havekotte, Kristinsson, O'Neill, Burnet, Hadouir, Haspolat |  |
| Stadion: Stadion De Koel, Venlo Toeschouwers: 6.021 Arbiter: Martens |                             |           |                                    | Unnerstall, Rutten, Röseler, Promes 69' ( Opoku), R. Janssen 79' ( Labylle), Post , Seuntjens, Leemans, Castelen 69' ( Hunte), Thy, V. van Crooij RESERVEBANK: D. van Crooij, Verbong, Janse, Korkmaz, Riis | Zwarthoed, Karami, Mattheij, Faes, Massop 58', Faik 59', Messaoud 80' ( Vermeulen), Koolwijk 88' ( Fortes), Garcia 75' ( Caenepeel), Van Duinen 81', Bruins RESERVEBANK: Havekotte, Kristinsson, O'Neill, Burnet, Hadouir, Haspolat |  |
|                                                                      |                             |           |                                    | | |  |

Speelronde 28:
| zaterdag 17 maart 2018, 19:45 | PSV                                             | 3-0 (0-0) | VVV-Venlo | Opstelling PSV | Opstelling VVV-Venlo |  |
| Stadion: Philips Stadion, Eindhoven Toeschouwers: 33.900 Arbiter: Gözübüyük                                                                                          | Van Ginkel 68' Lozano 80' (pen.) Van Ginkel 83' |           |           | Zoet, Arias, Isimat-Mirin 86' ( Obispo), Schwaab, Brenet, Van Ginkel , Hendrix, Ramselaar 70' ( Mauro Júnior), Lozano 84' ( Pereiro), De Jong, Bergwijn RESERVEBANK: Room, Van Osch, Rigo, Rosario, Paal, Lammers, Guðmundsson, Gakpo | Unnerstall, Rutten, Röseler, Promes, Labylle 81' ( R. Janssen), Post , V. van Crooij 84' ( Janse), Leemans, Castelen 67' ( Riis), Seuntjens 45', 58', Hunte RESERVEBANK: D. van Crooij, Verbong, Korkmaz, Bezzat |  |
| Stadion: Philips Stadion, Eindhoven Toeschouwers: 33.900 Arbiter: Gözübüyük                                                                                          |                                                 |           |           | Zoet, Arias, Isimat-Mirin 86' ( Obispo), Schwaab, Brenet, Van Ginkel , Hendrix, Ramselaar 70' ( Mauro Júnior), Lozano 84' ( Pereiro), De Jong, Bergwijn RESERVEBANK: Room, Van Osch, Rigo, Rosario, Paal, Lammers, Guðmundsson, Gakpo | Unnerstall, Rutten, Röseler, Promes, Labylle 81' ( R. Janssen), Post , V. van Crooij 84' ( Janse), Leemans, Castelen 67' ( Riis), Seuntjens 45', 58', Hunte RESERVEBANK: D. van Crooij, Verbong, Korkmaz, Bezzat |  |
| Stadion: Philips Stadion, Eindhoven Toeschouwers: 33.900 Arbiter: Gözübüyük                                                                                          |                                                 |           |           | Zoet, Arias, Isimat-Mirin 86' ( Obispo), Schwaab, Brenet, Van Ginkel , Hendrix, Ramselaar 70' ( Mauro Júnior), Lozano 84' ( Pereiro), De Jong, Bergwijn RESERVEBANK: Room, Van Osch, Rigo, Rosario, Paal, Lammers, Guðmundsson, Gakpo | Unnerstall, Rutten, Röseler, Promes, Labylle 81' ( R. Janssen), Post , V. van Crooij 84' ( Janse), Leemans, Castelen 67' ( Riis), Seuntjens 45', 58', Hunte RESERVEBANK: D. van Crooij, Verbong, Korkmaz, Bezzat |  |
| Bijz.: Competitiedebuut Emil Riis Jakobsen namens VVV. Thy ontbreekt om bloed af te staan aan een leukemiepatiënt om zo een stamceltransplantatie mogelijk te maken. |                                                 |           |           | | |  |

Speelronde 29:
| zondag 1 april 2018, 12:30                                            | VVV-Venlo | 0-0 (0-0) | FC Twente | Opstelling VVV-Venlo | Opstelling FC Twente |  |
| Stadion: Stadion De Koel, Venlo Toeschouwers: 6.623 Arbiter: Lindhout |           |           |           | Unnerstall, Rutten 36', Röseler, Promes, R. Janssen, Post 68', V. van Crooij 80', Leemans, Castelen 81' ( Van Bruggen), Thy, Hunte 65' RESERVEBANK: D. van Crooij, Verbong, Labylle, Janse, Dekker, Korkmaz, Bezzat, Riis | Drommel, Van der Lely, Bijen, Thesker , Cuevas, Maher 59', Holla 41', F. Jensen 81' ( Van der Heyden), Slagveer, Boere, Tighadouini 87' ( George) RESERVEBANK: Brondeel, Hooiveld, R. Jensen, Laukart, Liendl, Fernandes |  |
| Stadion: Stadion De Koel, Venlo Toeschouwers: 6.623 Arbiter: Lindhout |           |           |           | Unnerstall, Rutten 36', Röseler, Promes, R. Janssen, Post 68', V. van Crooij 80', Leemans, Castelen 81' ( Van Bruggen), Thy, Hunte 65' RESERVEBANK: D. van Crooij, Verbong, Labylle, Janse, Dekker, Korkmaz, Bezzat, Riis | Drommel, Van der Lely, Bijen, Thesker , Cuevas, Maher 59', Holla 41', F. Jensen 81' ( Van der Heyden), Slagveer, Boere, Tighadouini 87' ( George) RESERVEBANK: Brondeel, Hooiveld, R. Jensen, Laukart, Liendl, Fernandes |  |
| Stadion: Stadion De Koel, Venlo Toeschouwers: 6.623 Arbiter: Lindhout |           |           |           | Unnerstall, Rutten 36', Röseler, Promes, R. Janssen, Post 68', V. van Crooij 80', Leemans, Castelen 81' ( Van Bruggen), Thy, Hunte 65' RESERVEBANK: D. van Crooij, Verbong, Labylle, Janse, Dekker, Korkmaz, Bezzat, Riis | Drommel, Van der Lely, Bijen, Thesker , Cuevas, Maher 59', Holla 41', F. Jensen 81' ( Van der Heyden), Slagveer, Boere, Tighadouini 87' ( George) RESERVEBANK: Brondeel, Hooiveld, R. Jensen, Laukart, Liendl, Fernandes |  |
| Bijz.: Seuntjens geschorst vanwege rode kaart.                        |           |           |           | | |  |

Speelronde 30:
| zaterdag 7 april 2018, 20:45                                            | Sparta                             | 3-2 (1-1) | VVV-Venlo                                  | Opstelling Sparta | Opstelling VVV-Venlo |  |
| Stadion: Het Kasteel, Rotterdam Toeschouwers: 10.139 Arbiter: S. Mulder | Ahannach 19' Mühren 81' Mühren 90' |           | 41' (pen.) Leemans 43' Leemans 52' Leemans | Huth, Holst, Fischer 79', Vriends, Nelom 46' ( Floranus) 47', Van Moorsel 72' ( Friday), Sanusi , Mühren, Verhaar 46' ( Brogno), Kramer, Ahannach RESERVEBANK: Kortsmit, Breuer, Dougall, Spierings, Duarte, Dos Santos Souza, Proschwitz, Goodwin | Unnerstall, Rutten 78' ( Janse), Röseler, Promes, R. Janssen 34' ( Labylle), Post 65', Seuntjens 65' ( Van Bruggen), Leemans 90', Castelen, Thy, Hunte RESERVEBANK: D. van Crooij, Verbong, Dekker, Bezzat, Riis |  |
| Stadion: Het Kasteel, Rotterdam Toeschouwers: 10.139 Arbiter: S. Mulder |                                    |           |                                            | Huth, Holst, Fischer 79', Vriends, Nelom 46' ( Floranus) 47', Van Moorsel 72' ( Friday), Sanusi , Mühren, Verhaar 46' ( Brogno), Kramer, Ahannach RESERVEBANK: Kortsmit, Breuer, Dougall, Spierings, Duarte, Dos Santos Souza, Proschwitz, Goodwin | Unnerstall, Rutten 78' ( Janse), Röseler, Promes, R. Janssen 34' ( Labylle), Post 65', Seuntjens 65' ( Van Bruggen), Leemans 90', Castelen, Thy, Hunte RESERVEBANK: D. van Crooij, Verbong, Dekker, Bezzat, Riis |  |
| Stadion: Het Kasteel, Rotterdam Toeschouwers: 10.139 Arbiter: S. Mulder |                                    |           |                                            | Huth, Holst, Fischer 79', Vriends, Nelom 46' ( Floranus) 47', Van Moorsel 72' ( Friday), Sanusi , Mühren, Verhaar 46' ( Brogno), Kramer, Ahannach RESERVEBANK: Kortsmit, Breuer, Dougall, Spierings, Duarte, Dos Santos Souza, Proschwitz, Goodwin | Unnerstall, Rutten 78' ( Janse), Röseler, Promes, R. Janssen 34' ( Labylle), Post 65', Seuntjens 65' ( Van Bruggen), Leemans 90', Castelen, Thy, Hunte RESERVEBANK: D. van Crooij, Verbong, Dekker, Bezzat, Riis |  |
| Bijz.: V. van Crooij geschorst vanwege 5e gele kaart.                   |                                    |           |                                            | | |  |

Speelronde 31:
| zaterdag 14 april 2018, 19:45                                       | VVV-Venlo          | 0-2 (0-0) | sc Heerenveen                     | Opstelling VVV-Venlo | Opstelling sc Heerenveen |  |
| Stadion: Stadion De Koel, Venlo Toeschouwers: 7.054 Arbiter: Higler | Leemans 27' (pen.) |           | 69' Ghoochannejhad 79' Mihajlović | Unnerstall, Rutten, Röseler, Van Bruggen, Labylle, Post , Seuntjens, Leemans 28' 76' ( Hunte), Castelen 83' ( Riis), Thy, V. van Crooij 84' RESERVEBANK: D. van Crooij, Verbong, R. Janssen, Dekker, Promes, Korkmaz, Janse, Bezzat | Hansen, Dumfries, Høegh, Bulthuis 64', Pierie, Bruijn 71' ( Vlap), Van Amersfoort, Kobayashi, Rojas 80' ( Schmidt), Ghoochannejhad , Zeneli 71' ( Mihajlović) RESERVEBANK: Van der Steen, Bekkema, Woudenberg, Næss, Veerman, Hornkamp |  |
| Stadion: Stadion De Koel, Venlo Toeschouwers: 7.054 Arbiter: Higler |                    |           |                                   | Unnerstall, Rutten, Röseler, Van Bruggen, Labylle, Post , Seuntjens, Leemans 28' 76' ( Hunte), Castelen 83' ( Riis), Thy, V. van Crooij 84' RESERVEBANK: D. van Crooij, Verbong, R. Janssen, Dekker, Promes, Korkmaz, Janse, Bezzat | Hansen, Dumfries, Høegh, Bulthuis 64', Pierie, Bruijn 71' ( Vlap), Van Amersfoort, Kobayashi, Rojas 80' ( Schmidt), Ghoochannejhad , Zeneli 71' ( Mihajlović) RESERVEBANK: Van der Steen, Bekkema, Woudenberg, Næss, Veerman, Hornkamp |  |
| Stadion: Stadion De Koel, Venlo Toeschouwers: 7.054 Arbiter: Higler |                    |           |                                   | Unnerstall, Rutten, Röseler, Van Bruggen, Labylle, Post , Seuntjens, Leemans 28' 76' ( Hunte), Castelen 83' ( Riis), Thy, V. van Crooij 84' RESERVEBANK: D. van Crooij, Verbong, R. Janssen, Dekker, Promes, Korkmaz, Janse, Bezzat | Hansen, Dumfries, Høegh, Bulthuis 64', Pierie, Bruijn 71' ( Vlap), Van Amersfoort, Kobayashi, Rojas 80' ( Schmidt), Ghoochannejhad , Zeneli 71' ( Mihajlović) RESERVEBANK: Van der Steen, Bekkema, Woudenberg, Næss, Veerman, Hornkamp |  |
|                                                                     |                    |           |                                   | | |  |

Speelronde 32:
| donderdag 19 april 2018, 20:45                                                    | Ajax                                                          | 4-1 (2-1) | VVV-Venlo     | Opstelling Ajax | Opstelling VVV-Venlo |  |
| Stadion: Amsterdam ArenA, Amsterdam Toeschouwers: 52.145 Arbiter: Kamphuis        | Schöne 9' (pen.) Neres 45' Neres 45' Huntelaar 59' Ziyech 79' |           | 43' Seuntjens | Onana, Veltman 38' ( Kristensen), De Ligt, Wöber, Ziyech, Schöne, Van de Beek, Mazraoui 84' ( Ekkelenkamp), Neres, Huntelaar 68' ( Dolberg), Kluivert RESERVEBANK: Lamprou, Orejuela, Bakker, D. de Wit, Matusiwa, Cassierra, Eiting | Unnerstall, Dekker, Röseler, Promes 70' ( Korkmaz), Labylle, Post 12' ( R. Janssen), Rutten 89' ( Linthorst), Van Bruggen, V. van Crooij, Seuntjens, Hunte RESERVEBANK: D. van Crooij, Verbong, Janse, Castelen, Bezzat, Riis |  |
| Stadion: Amsterdam ArenA, Amsterdam Toeschouwers: 52.145 Arbiter: Kamphuis        |                                                               |           |               | Onana, Veltman 38' ( Kristensen), De Ligt, Wöber, Ziyech, Schöne, Van de Beek, Mazraoui 84' ( Ekkelenkamp), Neres, Huntelaar 68' ( Dolberg), Kluivert RESERVEBANK: Lamprou, Orejuela, Bakker, D. de Wit, Matusiwa, Cassierra, Eiting | Unnerstall, Dekker, Röseler, Promes 70' ( Korkmaz), Labylle, Post 12' ( R. Janssen), Rutten 89' ( Linthorst), Van Bruggen, V. van Crooij, Seuntjens, Hunte RESERVEBANK: D. van Crooij, Verbong, Janse, Castelen, Bezzat, Riis |  |
| Stadion: Amsterdam ArenA, Amsterdam Toeschouwers: 52.145 Arbiter: Kamphuis        |                                                               |           |               | Onana, Veltman 38' ( Kristensen), De Ligt, Wöber, Ziyech, Schöne, Van de Beek, Mazraoui 84' ( Ekkelenkamp), Neres, Huntelaar 68' ( Dolberg), Kluivert RESERVEBANK: Lamprou, Orejuela, Bakker, D. de Wit, Matusiwa, Cassierra, Eiting | Unnerstall, Dekker, Röseler, Promes 70' ( Korkmaz), Labylle, Post 12' ( R. Janssen), Rutten 89' ( Linthorst), Van Bruggen, V. van Crooij, Seuntjens, Hunte RESERVEBANK: D. van Crooij, Verbong, Janse, Castelen, Bezzat, Riis |  |
| Bijz.: Leemans geschorst vanwege 5e gele kaart. Competitiedebuut Evert Linthorst. |                                                               |           |               | | |  |

Speelronde 33:
| zondag 29 april 2018, 14:30                                           | VVV-Venlo | 1-4 (1-1) | Roda JC                                              | Opstelling VVV-Venlo | Opstelling Roda JC |  |
| Stadion: Stadion De Koel, Venlo Toeschouwers: 7.255 Arbiter: Makkelie | Hunte 33' |           | 23' Vansteenkiste 48' Auassar 57' Schahin 77' Engels | Unnerstall, Dekker, Röseler, Promes 61' ( Riis), Labylle 14', Rutten, Seuntjens, Leemans, V. van Crooij 46' ( Van Bruggen 87' ( Korkmaz)), Thy, Hunte RESERVEBANK: D. van Crooij, Verbong, R. Janssen, Janse, Linthorst, Castelen, Bezzat | Jurjus, Kum, Bangaard, Auassar , Vansteenkiste 88' ( Van Peppen), Gnjatić, Gustafson, Ndenge 74', Rosheuvel, Schahin 81' ( Vancamp), Avdijaj 75' ( Engels) RESERVEBANK: Kurto, Novaković, Dijkhuizen, Werker, El Makrini, Rutjes, Milts, Van Velzen, Ngombo |  |
| Stadion: Stadion De Koel, Venlo Toeschouwers: 7.255 Arbiter: Makkelie |           |           |                                                      | Unnerstall, Dekker, Röseler, Promes 61' ( Riis), Labylle 14', Rutten, Seuntjens, Leemans, V. van Crooij 46' ( Van Bruggen 87' ( Korkmaz)), Thy, Hunte RESERVEBANK: D. van Crooij, Verbong, R. Janssen, Janse, Linthorst, Castelen, Bezzat | Jurjus, Kum, Bangaard, Auassar , Vansteenkiste 88' ( Van Peppen), Gnjatić, Gustafson, Ndenge 74', Rosheuvel, Schahin 81' ( Vancamp), Avdijaj 75' ( Engels) RESERVEBANK: Kurto, Novaković, Dijkhuizen, Werker, El Makrini, Rutjes, Milts, Van Velzen, Ngombo |  |
| Stadion: Stadion De Koel, Venlo Toeschouwers: 7.255 Arbiter: Makkelie |           |           |                                                      | Unnerstall, Dekker, Röseler, Promes 61' ( Riis), Labylle 14', Rutten, Seuntjens, Leemans, V. van Crooij 46' ( Van Bruggen 87' ( Korkmaz)), Thy, Hunte RESERVEBANK: D. van Crooij, Verbong, R. Janssen, Janse, Linthorst, Castelen, Bezzat | Jurjus, Kum, Bangaard, Auassar , Vansteenkiste 88' ( Van Peppen), Gnjatić, Gustafson, Ndenge 74', Rosheuvel, Schahin 81' ( Vancamp), Avdijaj 75' ( Engels) RESERVEBANK: Kurto, Novaković, Dijkhuizen, Werker, El Makrini, Rutjes, Milts, Van Velzen, Ngombo |  |
|                                                                       |           |           |                                                      | | |  |

Speelronde 34:
| zondag 6 mei 2018, 14:30                                                  | FC Utrecht | 1-0 (0-0) | VVV-Venlo | Opstelling FC Utrecht | Opstelling VVV-Venlo |  |
| Stadion: Stadion Galgenwaard, Utrecht Toeschouwers: 19.669 Arbiter: Pérez | 71' Klich  |           |           | Jensen, Klaiber, Đumić, Janssen 75' ( Leeuwin), Van der Maarel 63', Klich 86', Kali, Ayoub 83' ( Görtler), Kerk, Van de Streek 46' ( Emanuelson), Dessers RESERVEBANK: Marsman, Van der Meer, Troupée, Strieder, Velanas, Sow | D. van Crooij, Dekker 70' ( Janse), Röseler, Promes 43' 46' ( R. Janssen 82' ( Hunte)), Labylle, Rutten, Seuntjens, Leemans, Castelen, Thy, V. van Crooij RESERVEBANK: Unnerstall, Verbong, Korkmaz, Gielen, Bezzat, Riis |  |
| Stadion: Stadion Galgenwaard, Utrecht Toeschouwers: 19.669 Arbiter: Pérez |            |           |           | Jensen, Klaiber, Đumić, Janssen 75' ( Leeuwin), Van der Maarel 63', Klich 86', Kali, Ayoub 83' ( Görtler), Kerk, Van de Streek 46' ( Emanuelson), Dessers RESERVEBANK: Marsman, Van der Meer, Troupée, Strieder, Velanas, Sow | D. van Crooij, Dekker 70' ( Janse), Röseler, Promes 43' 46' ( R. Janssen 82' ( Hunte)), Labylle, Rutten, Seuntjens, Leemans, Castelen, Thy, V. van Crooij RESERVEBANK: Unnerstall, Verbong, Korkmaz, Gielen, Bezzat, Riis |  |
| Stadion: Stadion Galgenwaard, Utrecht Toeschouwers: 19.669 Arbiter: Pérez |            |           |           | Jensen, Klaiber, Đumić, Janssen 75' ( Leeuwin), Van der Maarel 63', Klich 86', Kali, Ayoub 83' ( Görtler), Kerk, Van de Streek 46' ( Emanuelson), Dessers RESERVEBANK: Marsman, Van der Meer, Troupée, Strieder, Velanas, Sow | D. van Crooij, Dekker 70' ( Janse), Röseler, Promes 43' 46' ( R. Janssen 82' ( Hunte)), Labylle, Rutten, Seuntjens, Leemans, Castelen, Thy, V. van Crooij RESERVEBANK: Unnerstall, Verbong, Korkmaz, Gielen, Bezzat, Riis |  |
|                                                                           |            |           |           | | |  |

### KNVB beker
Eerste ronde:
| donderdag 21 september 2017, 19:45 | Blauw Geel '38 | 0-3 (0-3) | VVV-Venlo                                | Opstelling Blauw Geel '38 | Opstelling VVV-Venlo |  |
| Stadion: Prins Willem Alexander Sportpark, Veghel Toeschouwers: 1.850 Arbiter: S. Mulder                                                               |                |           | 29' Van Bruggen 37' Amenyido 41' Antonis | Zaari, Huibers, E. van Loon, Schilders, Dobbelsteen , Strijbosch, Sander Egmond 67' ( Güler), Ordu, Verbakel 78' ( Shema), Hellstern 54' ( Van der Sanden), Sjaak Egmond RESERVEBANK: Merks, Vissers, Van Zutven, Westerlaken | D. van Crooij, Van Bruggen, Post 67' ( Van Dijck), Röseler, Labylle 78' ( Gielen), Nwakali, Antonis, Leemans 83' ( Bezzat), Peeters, Amenyido, Tissoudali RESERVEBANK: Unnerstall, Verbong, Respen, Seuntjens, Hunte, Thy, Rutten, Van Horne |  |
| Stadion: Prins Willem Alexander Sportpark, Veghel Toeschouwers: 1.850 Arbiter: S. Mulder                                                               |                |           |                                          | Zaari, Huibers, E. van Loon, Schilders, Dobbelsteen , Strijbosch, Sander Egmond 67' ( Güler), Ordu, Verbakel 78' ( Shema), Hellstern 54' ( Van der Sanden), Sjaak Egmond RESERVEBANK: Merks, Vissers, Van Zutven, Westerlaken | D. van Crooij, Van Bruggen, Post 67' ( Van Dijck), Röseler, Labylle 78' ( Gielen), Nwakali, Antonis, Leemans 83' ( Bezzat), Peeters, Amenyido, Tissoudali RESERVEBANK: Unnerstall, Verbong, Respen, Seuntjens, Hunte, Thy, Rutten, Van Horne |  |
| Stadion: Prins Willem Alexander Sportpark, Veghel Toeschouwers: 1.850 Arbiter: S. Mulder                                                               |                |           |                                          | Zaari, Huibers, E. van Loon, Schilders, Dobbelsteen , Strijbosch, Sander Egmond 67' ( Güler), Ordu, Verbakel 78' ( Shema), Hellstern 54' ( Van der Sanden), Sjaak Egmond RESERVEBANK: Merks, Vissers, Van Zutven, Westerlaken | D. van Crooij, Van Bruggen, Post 67' ( Van Dijck), Röseler, Labylle 78' ( Gielen), Nwakali, Antonis, Leemans 83' ( Bezzat), Peeters, Amenyido, Tissoudali RESERVEBANK: Unnerstall, Verbong, Respen, Seuntjens, Hunte, Thy, Rutten, Van Horne |  |
| Bijz.: Loting vond plaats op 26 augustus 2017. Debuut in een officiële wedstrijd Terry Antonis, Mink Peeters, Stan van Dijck en Roy Gielen namens VVV. |                |           |                                          | | |  |

Tweede ronde:
| woensdag 25 oktober 2017, 18:30                                   | VVV-Venlo                   | 3-1 (2-0) | FC Utrecht | Opstelling VVV-Venlo | Opstelling FC Utrecht |  |
| Stadion: Stadion De Koel, Venlo Toeschouwers: 3.928 Arbiter: Blom | Thy 2' Hunte 20' Rutten 82' |           | 61' Kerk   | D. van Crooij, Rutten, Röseler 23', Van Bruggen 90', R. Janssen 90' ( Janse), Nwakali 88' ( Antonis), Seuntjens , Leemans, V. van Crooij, Thy 27', Hunte 46' ( Tissoudali) RESERVEBANK: Unnerstall, Verbong, Labylle, Peeters, Respen, Rijkers, Gielen | Jensen, Troupée, Đumić 78', Braafheid, Van der Meer 32' ( Willock), Ayoub 83' ( Venema), Janssen 4', 52', Van de Streek 55', Emanuelson, Görtler 58' ( Kerk), Dessers 65' RESERVEBANK: Marsman, Van der Maarel, Leeuwin, Strieder, Ould-Chikh, Velanas |  |
| Stadion: Stadion De Koel, Venlo Toeschouwers: 3.928 Arbiter: Blom |                             |           |            | D. van Crooij, Rutten, Röseler 23', Van Bruggen 90', R. Janssen 90' ( Janse), Nwakali 88' ( Antonis), Seuntjens , Leemans, V. van Crooij, Thy 27', Hunte 46' ( Tissoudali) RESERVEBANK: Unnerstall, Verbong, Labylle, Peeters, Respen, Rijkers, Gielen | Jensen, Troupée, Đumić 78', Braafheid, Van der Meer 32' ( Willock), Ayoub 83' ( Venema), Janssen 4', 52', Van de Streek 55', Emanuelson, Görtler 58' ( Kerk), Dessers 65' RESERVEBANK: Marsman, Van der Maarel, Leeuwin, Strieder, Ould-Chikh, Velanas |  |
| Stadion: Stadion De Koel, Venlo Toeschouwers: 3.928 Arbiter: Blom |                             |           |            | D. van Crooij, Rutten, Röseler 23', Van Bruggen 90', R. Janssen 90' ( Janse), Nwakali 88' ( Antonis), Seuntjens , Leemans, V. van Crooij, Thy 27', Hunte 46' ( Tissoudali) RESERVEBANK: Unnerstall, Verbong, Labylle, Peeters, Respen, Rijkers, Gielen | Jensen, Troupée, Đumić 78', Braafheid, Van der Meer 32' ( Willock), Ayoub 83' ( Venema), Janssen 4', 52', Van de Streek 55', Emanuelson, Görtler 58' ( Kerk), Dessers 65' RESERVEBANK: Marsman, Van der Maarel, Leeuwin, Strieder, Ould-Chikh, Velanas |  |
| Bijz.: Promes geschorst (2e wedstrijd) vanwege rode kaart         |                             |           |            | | |  |

Achtste finale:
| woensdag 20 december 2017, 18:30                                                                  | PSV                                                    | 4-1 (1-1) | VVV-Venlo  | Opstelling PSV | Opstelling VVV-Venlo |  |
| Stadion: Philips Stadion, Eindhoven Toeschouwers: 31.800 Arbiter: Kamphuis                        | De Jong 45' Van Ginkel 66' Lozano 79' Isimat-Mirin 90' |           | 42' Rutten | Zoet, Arias, Schwaab, Isimat-Mirin, Brenet, Van Ginkel , Hendrix 59' ( Pereiro), Ramselaar 87' ( Luckassen), Bergwijn 69' ( Guðmundsson), De Jong, Lozano RESERVEBANK: Room, Van Osch, Obispo, Rosario, Maher, Mauro Júnior, Lammers | D. van Crooij, Rutten, Röseler, Promes , R. Janssen 33', Van Bruggen, Seuntjens, Leemans 52', Opoku 80' ( Amenyido), Thy 29' ( Tissoudali), V. van Crooij 61' 83' ( Nwakali) RESERVEBANK: Unnerstall, Verbong, Dekker, Labylle, Janse, Antonis, Peeters, Hunte, Bezzat |  |
| Stadion: Philips Stadion, Eindhoven Toeschouwers: 31.800 Arbiter: Kamphuis                        |                                                        |           |            | Zoet, Arias, Schwaab, Isimat-Mirin, Brenet, Van Ginkel , Hendrix 59' ( Pereiro), Ramselaar 87' ( Luckassen), Bergwijn 69' ( Guðmundsson), De Jong, Lozano RESERVEBANK: Room, Van Osch, Obispo, Rosario, Maher, Mauro Júnior, Lammers | D. van Crooij, Rutten, Röseler, Promes , R. Janssen 33', Van Bruggen, Seuntjens, Leemans 52', Opoku 80' ( Amenyido), Thy 29' ( Tissoudali), V. van Crooij 61' 83' ( Nwakali) RESERVEBANK: Unnerstall, Verbong, Dekker, Labylle, Janse, Antonis, Peeters, Hunte, Bezzat |  |
| Stadion: Philips Stadion, Eindhoven Toeschouwers: 31.800 Arbiter: Kamphuis                        |                                                        |           |            | Zoet, Arias, Schwaab, Isimat-Mirin, Brenet, Van Ginkel , Hendrix 59' ( Pereiro), Ramselaar 87' ( Luckassen), Bergwijn 69' ( Guðmundsson), De Jong, Lozano RESERVEBANK: Room, Van Osch, Obispo, Rosario, Maher, Mauro Júnior, Lammers | D. van Crooij, Rutten, Röseler, Promes , R. Janssen 33', Van Bruggen, Seuntjens, Leemans 52', Opoku 80' ( Amenyido), Thy 29' ( Tissoudali), V. van Crooij 61' 83' ( Nwakali) RESERVEBANK: Unnerstall, Verbong, Dekker, Labylle, Janse, Antonis, Peeters, Hunte, Bezzat |  |
| Bijz.: VVV uitgeschakeld. In de 45e minuut wordt trainer Maurice Steijn naar de tribune gestuurd. |                                                        |           |            | | |  |

## Oefenwedstrijden

### Voorbereiding
| zaterdag 1 juli 2017, 14:30                                                         | VVV-Venlo | 20-0 (8-0) | DEV-Arcen | Opstelling VVV-Venlo | Opstelling DEV-Arcen |
| Stadion: Sportpark "Merelweg", Venlo                                                | Leemans 10' Hunte Leemans Tissoudali Post V. van Crooij Leemans Tissoudali Korkmaz 47' V. van Crooij Tissoudali Hunte V. van Crooij Hunte Leemans Tissoudali |            |           | D. van Crooij 46' ( Unnerstall), Rutten, Röseler 46' ( Korkmaz), Promes, R. Janssen, Post , Leemans, V. van Crooij, Tissoudali, Hunte, Bezzat |                      |
| Stadion: Sportpark "Merelweg", Venlo                                                | |            |           | D. van Crooij 46' ( Unnerstall), Rutten, Röseler 46' ( Korkmaz), Promes, R. Janssen, Post , Leemans, V. van Crooij, Tissoudali, Hunte, Bezzat |                      |
| Stadion: Sportpark "Merelweg", Venlo                                                | |            |           | D. van Crooij 46' ( Unnerstall), Rutten, Röseler 46' ( Korkmaz), Promes, R. Janssen, Post , Leemans, V. van Crooij, Tissoudali, Hunte, Bezzat |                      |
| Bijz.: Niet geafficheerd als 'officiële oefenwedstrijd', maar als 'trainingspartij' | |            |           | |                      |

| dinsdag 4 juli 2017                                                                 | VVV-Venlo                                             | 5-0 | Wilhelmina '08 | Opstelling VVV-Venlo | Opstelling Wilhelmina '08 |
| Stadion: Sportpark "Merelweg", Venlo                                                | Leemans Seuntjens V. van Crooij (e.d.) Wilhelmina '08 |     |                | Unnerstall, Korkmaz, Röseler, Promes, R. Janssen, Post , Leemans, Rutten, V. van Crooij, Seuntjens, Bezzat RESERVEBANK: D. van Crooij, Wienhoven |                           |
| Stadion: Sportpark "Merelweg", Venlo                                                |                                                       |     |                | Unnerstall, Korkmaz, Röseler, Promes, R. Janssen, Post , Leemans, Rutten, V. van Crooij, Seuntjens, Bezzat RESERVEBANK: D. van Crooij, Wienhoven |                           |
| Stadion: Sportpark "Merelweg", Venlo                                                |                                                       |     |                | Unnerstall, Korkmaz, Röseler, Promes, R. Janssen, Post , Leemans, Rutten, V. van Crooij, Seuntjens, Bezzat RESERVEBANK: D. van Crooij, Wienhoven |                           |
| Bijz.: Niet geafficheerd als 'officiële oefenwedstrijd', maar als 'trainingspartij' |                                                       |     |                | |                           |

| zaterdag 8 juli 2017, 17:00                                      | HBSV | 0-7 (0-4) | VVV-Venlo | Opstelling HBSV | Opstelling VVV-Venlo |
| Stadion: Sportpark "Schansheide", Hout-Blerick Toeschouwers: 700 |      |           | 3' Seuntjens 5' Seuntjens 17' Röseler 32' Bezzat 53' Bezzat 61' (pen.) R. Janssen 63' Tissoudali 90' Tissoudali |                 | D. van Crooij 46' ( Unnerstall), Rutten 65' ( Samson), Röseler 76' ( Hendrix), Promes 65' ( Van Dijck), R. Janssen, Post , Leemans 13' ( Korkmaz), V. van Crooij 76' ( Van de Vorst), Tissoudali, Seuntjens, Bezzat RESERVEBANK: Verbong |
| Stadion: Sportpark "Schansheide", Hout-Blerick Toeschouwers: 700 |      |           | |                 | D. van Crooij 46' ( Unnerstall), Rutten 65' ( Samson), Röseler 76' ( Hendrix), Promes 65' ( Van Dijck), R. Janssen, Post , Leemans 13' ( Korkmaz), V. van Crooij 76' ( Van de Vorst), Tissoudali, Seuntjens, Bezzat RESERVEBANK: Verbong |
| Stadion: Sportpark "Schansheide", Hout-Blerick Toeschouwers: 700 |      |           | |                 | D. van Crooij 46' ( Unnerstall), Rutten 65' ( Samson), Röseler 76' ( Hendrix), Promes 65' ( Van Dijck), R. Janssen, Post , Leemans 13' ( Korkmaz), V. van Crooij 76' ( Van de Vorst), Tissoudali, Seuntjens, Bezzat RESERVEBANK: Verbong |
| Bijz.: Eerste officiële oefenwedstrijd                           |      |           | |                 | |

| woensdag 12 juli 2017, 17:00                                                | PAOK Saloniki | 1-0 (0-0) | VVV-Venlo | Opstelling PAOK Saloniki | Opstelling VVV-Venlo |  |
| Stadion: Sportpark "Schuytgraaf", Arnhem Toeschouwers: 300 Arbiter: Janssen | Prijović 70'  |           |           | Siampanis 61' ( Melissas), Leovac 46' ( Lévêque), Varela 61' ( Crespo 86'), Malezas 25' 61' ( Poungouras), Deligiannidis 61' ( Matos), Sjachov 61' ( Cañas), Kaçe, Biseswar 46' ( Campos), Henrique 46' ( Mak), Athanasiadis 46' ( Pelkas), Koulouris 46' ( Prijović) RESERVEBANK: Jairo | Unnerstall 46' ( D. van Crooij), Rutten, Röseler, Promes 17', R. Janssen 59' ( Labylle), Post 81' ( Gielen), Sarpei 66' ( Sezer), V. van Crooij, Tissoudali, Seuntjens, Bezzat 66' ( Respen) RESERVEBANK: Verbong, Antonis, Van Dijck, Samson, Van de Vorst, Hendrix |  |
| Stadion: Sportpark "Schuytgraaf", Arnhem Toeschouwers: 300 Arbiter: Janssen |               |           |           | Siampanis 61' ( Melissas), Leovac 46' ( Lévêque), Varela 61' ( Crespo 86'), Malezas 25' 61' ( Poungouras), Deligiannidis 61' ( Matos), Sjachov 61' ( Cañas), Kaçe, Biseswar 46' ( Campos), Henrique 46' ( Mak), Athanasiadis 46' ( Pelkas), Koulouris 46' ( Prijović) RESERVEBANK: Jairo | Unnerstall 46' ( D. van Crooij), Rutten, Röseler, Promes 17', R. Janssen 59' ( Labylle), Post 81' ( Gielen), Sarpei 66' ( Sezer), V. van Crooij, Tissoudali, Seuntjens, Bezzat 66' ( Respen) RESERVEBANK: Verbong, Antonis, Van Dijck, Samson, Van de Vorst, Hendrix |  |
| Stadion: Sportpark "Schuytgraaf", Arnhem Toeschouwers: 300 Arbiter: Janssen |               |           |           | Siampanis 61' ( Melissas), Leovac 46' ( Lévêque), Varela 61' ( Crespo 86'), Malezas 25' 61' ( Poungouras), Deligiannidis 61' ( Matos), Sjachov 61' ( Cañas), Kaçe, Biseswar 46' ( Campos), Henrique 46' ( Mak), Athanasiadis 46' ( Pelkas), Koulouris 46' ( Prijović) RESERVEBANK: Jairo | Unnerstall 46' ( D. van Crooij), Rutten, Röseler, Promes 17', R. Janssen 59' ( Labylle), Post 81' ( Gielen), Sarpei 66' ( Sezer), V. van Crooij, Tissoudali, Seuntjens, Bezzat 66' ( Respen) RESERVEBANK: Verbong, Antonis, Van Dijck, Samson, Van de Vorst, Hendrix |  |
| Bijz.: Sarpei en Sezer spelen op proef mee.                                 |               |           |           | | |  |

| zaterdag 15 juli 2017, 16:00                                            | SV VELO | 0-8 (0-5) | VVV-Venlo                                                                                                  | Opstelling SV VELO | Opstelling VVV-Venlo |
| Stadion: Sportcomplex VELO, Wateringen Toeschouwers: 500 Arbiter: Prooi |         |           | 5' Antonis 22' Promes 25' Seuntjens 29' Sarpei 44' V. van Crooij 54' Seuntjens 56' Seuntjens 90' Seuntjens |                    | Unnerstall, Rutten, Röseler, Promes, R. Janssen 46' ( Labylle), Post 46' ( Sezer), Sarpei 81' ( Gielen), Antonis 46' ( Hunte), V. van Crooij, Seuntjens, Tissoudali 77' ( Bezzat) RESERVEBANK: D. van Crooij, Verbong, Respen, Samson, Van de Vorst, Hendrix |
| Stadion: Sportcomplex VELO, Wateringen Toeschouwers: 500 Arbiter: Prooi |         |           | |                    | Unnerstall, Rutten, Röseler, Promes, R. Janssen 46' ( Labylle), Post 46' ( Sezer), Sarpei 81' ( Gielen), Antonis 46' ( Hunte), V. van Crooij, Seuntjens, Tissoudali 77' ( Bezzat) RESERVEBANK: D. van Crooij, Verbong, Respen, Samson, Van de Vorst, Hendrix |
| Stadion: Sportcomplex VELO, Wateringen Toeschouwers: 500 Arbiter: Prooi |         |           | |                    | Unnerstall, Rutten, Röseler, Promes, R. Janssen 46' ( Labylle), Post 46' ( Sezer), Sarpei 81' ( Gielen), Antonis 46' ( Hunte), V. van Crooij, Seuntjens, Tissoudali 77' ( Bezzat) RESERVEBANK: D. van Crooij, Verbong, Respen, Samson, Van de Vorst, Hendrix |
| Bijz.: Sarpei en Sezer spelen op proef mee.                             |         |           | |                    | |

| zaterdag 22 juli 2017, 17:00                      | VVV-Venlo | 13-0 (5-0) | IVO | Opstelling VVV-Venlo | Opstelling IVO |
| Stadion: Stadion De Koel, Venlo Toeschouwers: 751 | Sarpei 25' Thy 31' Antonis 33' V. van Crooij 40' Antonis 41' (e.d.) IVO 48' Antonis 54' Thy 55' Tissoudali 72' (e.d.) IVO 77' V. van Crooij 80' Seuntjens 83' Tissoudali 90' |            |     | D. van Crooij, Rutten, Röseler, Promes , Labylle 66' ( R. Janssen), Sarpei, Seuntjens, Antonis 74' ( Gielen), V. van Crooij, Thy, Hunte 56' ( Tissoudali) RESERVEBANK: Unnerstall, Verbong, Respen, Bezzat |                |
| Stadion: Stadion De Koel, Venlo Toeschouwers: 751 | |            |     | D. van Crooij, Rutten, Röseler, Promes , Labylle 66' ( R. Janssen), Sarpei, Seuntjens, Antonis 74' ( Gielen), V. van Crooij, Thy, Hunte 56' ( Tissoudali) RESERVEBANK: Unnerstall, Verbong, Respen, Bezzat |                |
| Stadion: Stadion De Koel, Venlo Toeschouwers: 751 | |            |     | D. van Crooij, Rutten, Röseler, Promes , Labylle 66' ( R. Janssen), Sarpei, Seuntjens, Antonis 74' ( Gielen), V. van Crooij, Thy, Hunte 56' ( Tissoudali) RESERVEBANK: Unnerstall, Verbong, Respen, Bezzat |                |
| Bijz.: Sarpei speelt op proef mee.                | |            |     | |                |

| donderdag 27 juli 2017, 19:30                                                                                               | VVV-Venlo            | 2-0 (1-0) | Real Sociedad | Opstelling VVV-Venlo | Opstelling Real Sociedad |  |
| Stadion: Stadion De Koel, Venlo Toeschouwers: 2.935 Arbiter: Van de Graaf                                                   | Thy 3' Seuntjens 55' |           |               | Unnerstall, Rutten, Röseler, Promes , R. Janssen 72' ( Labylle), Sarpei 46' ( Post), Seuntjens, Leemans 46' ( Antonis), V. van Crooij, Thy, Tissoudali 67' ( Hunte) RESERVEBANK: D. van Crooij, Verbong, Nieveld, Respen, Bezzat, Gielen | Toño 46' ( Sisniega), Alex 61' ( Gorosabel), Llorente 46' ( Elustondo), Gaztañaga, Merquelanz 21' ( Rodrigues), Guevara 61' ( Zurutuza), Pardo , Sangalli 61' ( Prieto), Concha 61' ( Januzaj), Capilla 61' ( Canales), Muguruza 61' ( Juanmi) RESERVEBANK: Illarramendi |  |
| Stadion: Stadion De Koel, Venlo Toeschouwers: 2.935 Arbiter: Van de Graaf                                                   |                      |           |               | Unnerstall, Rutten, Röseler, Promes , R. Janssen 72' ( Labylle), Sarpei 46' ( Post), Seuntjens, Leemans 46' ( Antonis), V. van Crooij, Thy, Tissoudali 67' ( Hunte) RESERVEBANK: D. van Crooij, Verbong, Nieveld, Respen, Bezzat, Gielen | Toño 46' ( Sisniega), Alex 61' ( Gorosabel), Llorente 46' ( Elustondo), Gaztañaga, Merquelanz 21' ( Rodrigues), Guevara 61' ( Zurutuza), Pardo , Sangalli 61' ( Prieto), Concha 61' ( Januzaj), Capilla 61' ( Canales), Muguruza 61' ( Juanmi) RESERVEBANK: Illarramendi |  |
| Stadion: Stadion De Koel, Venlo Toeschouwers: 2.935 Arbiter: Van de Graaf                                                   |                      |           |               | Unnerstall, Rutten, Röseler, Promes , R. Janssen 72' ( Labylle), Sarpei 46' ( Post), Seuntjens, Leemans 46' ( Antonis), V. van Crooij, Thy, Tissoudali 67' ( Hunte) RESERVEBANK: D. van Crooij, Verbong, Nieveld, Respen, Bezzat, Gielen | Toño 46' ( Sisniega), Alex 61' ( Gorosabel), Llorente 46' ( Elustondo), Gaztañaga, Merquelanz 21' ( Rodrigues), Guevara 61' ( Zurutuza), Pardo , Sangalli 61' ( Prieto), Concha 61' ( Januzaj), Capilla 61' ( Canales), Muguruza 61' ( Juanmi) RESERVEBANK: Illarramendi |  |
| Bijz.: VVV winnaar 14e editie Herman Teeuwen Memorial. Sarpei speelt op proef mee, bankzitter Nieveld is eveneens op proef. |                      |           |               | | |  |

| woensdag 2 augustus 2017, 19:00                                                                                                 | EVV                                          | 4-3 (0-1) | VVV-Venlo                             | Opstelling EVV | Opstelling VVV-Venlo |  |
| Stadion: Sportpark "In de Bandert", Echt Toeschouwers: 400                                                                      | Polman 60' Polman 70' Polman 79' Argoubi 86' |           | 27' Bezzat 56' Geenen (e.d.) 69' Post | Vercruysse 46' ( Van Renselaar), Hanssen, Kochanowski, Geenen , Clout 75' ( Ligotti), Gielen, Dekkers, Simmons, Eind 46' ( Argoubi), Džurlić, Polman | D. van Crooij, Dekker 46' ( Van Dijck), Janse 61' ( Van Horne), Post , Labylle, Antonis 51', Seuntjens 46' ( Gielen), Leemans, Bezzat, Respen, Hunte 75' ( Rijkers) RESERVEBANK: Unnerstall, Verbong, Rutten, Promes, R. Janssen, V. van Crooij, Thy, Röseler, Tissoudali, Hendrix |  |
| Stadion: Sportpark "In de Bandert", Echt Toeschouwers: 400                                                                      |                                              |           |                                       | Vercruysse 46' ( Van Renselaar), Hanssen, Kochanowski, Geenen , Clout 75' ( Ligotti), Gielen, Dekkers, Simmons, Eind 46' ( Argoubi), Džurlić, Polman | D. van Crooij, Dekker 46' ( Van Dijck), Janse 61' ( Van Horne), Post , Labylle, Antonis 51', Seuntjens 46' ( Gielen), Leemans, Bezzat, Respen, Hunte 75' ( Rijkers) RESERVEBANK: Unnerstall, Verbong, Rutten, Promes, R. Janssen, V. van Crooij, Thy, Röseler, Tissoudali, Hendrix |  |
| Stadion: Sportpark "In de Bandert", Echt Toeschouwers: 400                                                                      |                                              |           |                                       | Vercruysse 46' ( Van Renselaar), Hanssen, Kochanowski, Geenen , Clout 75' ( Ligotti), Gielen, Dekkers, Simmons, Eind 46' ( Argoubi), Džurlić, Polman | D. van Crooij, Dekker 46' ( Van Dijck), Janse 61' ( Van Horne), Post , Labylle, Antonis 51', Seuntjens 46' ( Gielen), Leemans, Bezzat, Respen, Hunte 75' ( Rijkers) RESERVEBANK: Unnerstall, Verbong, Rutten, Promes, R. Janssen, V. van Crooij, Thy, Röseler, Tissoudali, Hendrix |  |
| Bijz.: Wedstrijd gespeeld op terrein RIOS '31 vanwege aan aanleg nieuw kunstgrasveld op terrein EVV. Janse speelt op proef mee. |                                              |           |                                       | | |  |

| zaterdag 5 augustus 2017, 17:00                                  | VVV-Venlo          | 1-1 (0-0) | N.E.C.         | Opstelling VVV-Venlo | Opstelling N.E.C. |  |
| Stadion: Stadion De Koel, Venlo Toeschouwers: 1.933 Arbiter: Bax | (pen.) Leemans 58' |           | 52' Groeneveld | Unnerstall, Dekker 76' ( Antonis), Röseler, Promes , R. Janssen, Rutten, Leemans 77' ( Labylle), V. van Crooij, Tissoudali, Thy, Hunte RESERVEBANK: D. van Crooij, Verbong, Post, Respen, Bezzat, Rijkers, Gielen | Delle , Joppen 17', Golla 64' ( Buwalda), Van de Pavert 79' ( Hoogveld), Verdonk, Bikel, Sleegers 46' ( Heinloth), Dijkstra, Larsson 46' ( Breinburg), Grot, Groeneveld 72' ( Kadıoğlu) RESERVEBANK: Smits, Van Zundert, Den Heijer, Mayi, Rayhi |  |
| Stadion: Stadion De Koel, Venlo Toeschouwers: 1.933 Arbiter: Bax |                    |           |                | Unnerstall, Dekker 76' ( Antonis), Röseler, Promes , R. Janssen, Rutten, Leemans 77' ( Labylle), V. van Crooij, Tissoudali, Thy, Hunte RESERVEBANK: D. van Crooij, Verbong, Post, Respen, Bezzat, Rijkers, Gielen | Delle , Joppen 17', Golla 64' ( Buwalda), Van de Pavert 79' ( Hoogveld), Verdonk, Bikel, Sleegers 46' ( Heinloth), Dijkstra, Larsson 46' ( Breinburg), Grot, Groeneveld 72' ( Kadıoğlu) RESERVEBANK: Smits, Van Zundert, Den Heijer, Mayi, Rayhi |  |
| Stadion: Stadion De Koel, Venlo Toeschouwers: 1.933 Arbiter: Bax |                    |           |                | Unnerstall, Dekker 76' ( Antonis), Röseler, Promes , R. Janssen, Rutten, Leemans 77' ( Labylle), V. van Crooij, Tissoudali, Thy, Hunte RESERVEBANK: D. van Crooij, Verbong, Post, Respen, Bezzat, Rijkers, Gielen | Delle , Joppen 17', Golla 64' ( Buwalda), Van de Pavert 79' ( Hoogveld), Verdonk, Bikel, Sleegers 46' ( Heinloth), Dijkstra, Larsson 46' ( Breinburg), Grot, Groeneveld 72' ( Kadıoğlu) RESERVEBANK: Smits, Van Zundert, Den Heijer, Mayi, Rayhi |  |
|                                                                  |                    |           |                | | |  |

### Tijdens het seizoen
| woensdag 30 augustus 2017, 19:30                                                           | VVV-Venlo                                                                                     | 8-0 (4-0) | 1. FC Monheim | Opstelling VVV-Venlo | Opstelling 1. FC Monheim |
| Stadion: Stadion De Koel, Venlo Toeschouwers: 300                                          | Leemans 7' Tissoudali 12' Tissoudali 14' Seuntjens 23' Seuntjens Tissoudali Bezzat Tissoudali |           |               | D. van Crooij, Dekker, Röseler, Promes , Labylle, Leemans, Antonis, Bezzat ' ( Rutten), Tissoudali, Seuntjens ' ( Respen), Hunte RESERVEBANK: Custers, Rijkers, Gielen, Joosten, Van Dijck, Samson |                          |
| Stadion: Stadion De Koel, Venlo Toeschouwers: 300                                          |                                                                                               |           |               | D. van Crooij, Dekker, Röseler, Promes , Labylle, Leemans, Antonis, Bezzat ' ( Rutten), Tissoudali, Seuntjens ' ( Respen), Hunte RESERVEBANK: Custers, Rijkers, Gielen, Joosten, Van Dijck, Samson |                          |
| Stadion: Stadion De Koel, Venlo Toeschouwers: 300                                          |                                                                                               |           |               | D. van Crooij, Dekker, Röseler, Promes , Labylle, Leemans, Antonis, Bezzat ' ( Rutten), Tissoudali, Seuntjens ' ( Respen), Hunte RESERVEBANK: Custers, Rijkers, Gielen, Joosten, Van Dijck, Samson |                          |
| Bijz.: Wedstrijd in 33e minuut onderbroken vanwege onweer. Na hervatting aanvang 2e helft. |                                                                                               |           |               | |                          |

| dinsdag 12 september 2017, 16:00                                          | Borussia Mönchengladbach                                       | 5-1 (3-1) | VVV-Venlo | Opstelling Borussia Mönchengladbach | Opstelling VVV-Venlo |  |
| Stadion: "Fohlenplatz", Mönchengladbach Toeschouwers: 0 Arbiter: Sayılgan | Bobadilla 7' Villalba 21' Hofmann 37' Hofmann 74' Cuisance 85' |           | 11' Opoku | Sippel, Hoffmanns 56' ( Beyer), Oxford, Rütten 64' ( Mayer), Komenda 72' ( Arslan), Cuisance, Bénes 65' ( Benger), Hofmann, Johnson , Bobadilla 72' ( Herzog), Villalba RESERVEBANK: Nicolas | D. van Crooij , Dekker, Van Bruggen, Gielen, Rijkers, Nwakali, Antonis, Opoku, Peeters, Amenyido, Bezzat RESERVEBANK: Verbong, Respen, Wienhoven, Van Dijck, Samson, Van Horne |  |
| Stadion: "Fohlenplatz", Mönchengladbach Toeschouwers: 0 Arbiter: Sayılgan |                                                                |           |           | Sippel, Hoffmanns 56' ( Beyer), Oxford, Rütten 64' ( Mayer), Komenda 72' ( Arslan), Cuisance, Bénes 65' ( Benger), Hofmann, Johnson , Bobadilla 72' ( Herzog), Villalba RESERVEBANK: Nicolas | D. van Crooij , Dekker, Van Bruggen, Gielen, Rijkers, Nwakali, Antonis, Opoku, Peeters, Amenyido, Bezzat RESERVEBANK: Verbong, Respen, Wienhoven, Van Dijck, Samson, Van Horne |  |
| Stadion: "Fohlenplatz", Mönchengladbach Toeschouwers: 0 Arbiter: Sayılgan |                                                                |           |           | Sippel, Hoffmanns 56' ( Beyer), Oxford, Rütten 64' ( Mayer), Komenda 72' ( Arslan), Cuisance, Bénes 65' ( Benger), Hofmann, Johnson , Bobadilla 72' ( Herzog), Villalba RESERVEBANK: Nicolas | D. van Crooij , Dekker, Van Bruggen, Gielen, Rijkers, Nwakali, Antonis, Opoku, Peeters, Amenyido, Bezzat RESERVEBANK: Verbong, Respen, Wienhoven, Van Dijck, Samson, Van Horne |  |
|                                                                           |                                                                |           |           | | |  |

| woensdag 4 oktober 2017, 19:30                    | VVV-Venlo                                                                       | 5-0 (5-0) | De Treffers | Opstelling VVV-Venlo | Opstelling De Treffers |
| Stadion: Stadion De Koel, Venlo Toeschouwers: 400 | (e.d.) J. Janssen 4' Leemans 18' V. van Crooij 23' V. van Crooij 29' Respen 32' |           |             | D. van Crooij, Janse 46' ( Van Dijck), Van Bruggen, Leemans , Gielen 46' ( Rijkers), V. van Crooij 85' ( Van Horne), Antonis, Nwakali, Peeters 74' ( S. Janssen), Respen 61' ( Wienhoven), Tissoudali |                        |
| Stadion: Stadion De Koel, Venlo Toeschouwers: 400 |                                                                                 |           |             | D. van Crooij, Janse 46' ( Van Dijck), Van Bruggen, Leemans , Gielen 46' ( Rijkers), V. van Crooij 85' ( Van Horne), Antonis, Nwakali, Peeters 74' ( S. Janssen), Respen 61' ( Wienhoven), Tissoudali |                        |
| Stadion: Stadion De Koel, Venlo Toeschouwers: 400 |                                                                                 |           |             | D. van Crooij, Janse 46' ( Van Dijck), Van Bruggen, Leemans , Gielen 46' ( Rijkers), V. van Crooij 85' ( Van Horne), Antonis, Nwakali, Peeters 74' ( S. Janssen), Respen 61' ( Wienhoven), Tissoudali |                        |
|                                                   |                                                                                 |           |             | |                        |

| woensdag 8 november 2017, 20:00                                      | VVV-Venlo                                         | 4-1 (1-0) | JVC Cuijk        | Opstelling VVV-Venlo | Opstelling JVC Cuijk |
| Stadion: Stadion De Koel, Venlo Toeschouwers: 200 Arbiter: Tunnissen | Thy 41' Antonis 61' Tissoudali 76' Tissoudali 88' |           | 90' Van der Laan | D. van Crooij, Janse, Röseler 79' ( Rijkers), Van Bruggen, R. Janssen, Leemans 46' ( Nwakali), Antonis, Labylle, Amenyido 67' ( Bezzat), Thy 62' ( Respen), Tissoudali RESERVEBANK: Verbong, Seuntjens |                      |
| Stadion: Stadion De Koel, Venlo Toeschouwers: 200 Arbiter: Tunnissen |                                                   |           |                  | D. van Crooij, Janse, Röseler 79' ( Rijkers), Van Bruggen, R. Janssen, Leemans 46' ( Nwakali), Antonis, Labylle, Amenyido 67' ( Bezzat), Thy 62' ( Respen), Tissoudali RESERVEBANK: Verbong, Seuntjens |                      |
| Stadion: Stadion De Koel, Venlo Toeschouwers: 200 Arbiter: Tunnissen |                                                   |           |                  | D. van Crooij, Janse, Röseler 79' ( Rijkers), Van Bruggen, R. Janssen, Leemans 46' ( Nwakali), Antonis, Labylle, Amenyido 67' ( Bezzat), Thy 62' ( Respen), Tissoudali RESERVEBANK: Verbong, Seuntjens |                      |
|                                                                      |                                                   |           |                  | |                      |

| dinsdag 28 november 2017, 14:00                  | VVV-Venlo                                   | 3-2 (1-1) | Jong N.E.C.                     | Opstelling VVV-Venlo | Opstelling Jong N.E.C. |
| Stadion: Stadion De Koel, Venlo Toeschouwers: 50 | Opoku 9' Van Horne 75' (e.d.) Korporaal 84' |           | 25' Van Zundert 79' Van Zundert | D. van Crooij, Dekker 46' ( Van Horne), Janse , Rijkers, Labylle, Nwakali, Antonis, Opoku 70' ( Respen), Peeters 65' ( Bezzat), Amenyido, Tissoudali 78' ( Linthorst) RESERVEBANK: Verbong, Hendrix |                        |
| Stadion: Stadion De Koel, Venlo Toeschouwers: 50 |                                             |           |                                 | D. van Crooij, Dekker 46' ( Van Horne), Janse , Rijkers, Labylle, Nwakali, Antonis, Opoku 70' ( Respen), Peeters 65' ( Bezzat), Amenyido, Tissoudali 78' ( Linthorst) RESERVEBANK: Verbong, Hendrix |                        |
| Stadion: Stadion De Koel, Venlo Toeschouwers: 50 |                                             |           |                                 | D. van Crooij, Dekker 46' ( Van Horne), Janse , Rijkers, Labylle, Nwakali, Antonis, Opoku 70' ( Respen), Peeters 65' ( Bezzat), Amenyido, Tissoudali 78' ( Linthorst) RESERVEBANK: Verbong, Hendrix |                        |
|                                                  |                                             |           |                                 | |                        |

| maandag 4 december 2017                                      | VVV-Venlo                      | 3-4 | Jong Ajax                 | Opstelling VVV-Venlo | Opstelling Jong Ajax                                                                                     |  |
| Stadion: Stadion De Koel, Venlo Toeschouwers: 0 Arbiter: Kok | Opoku Tissoudali (e.d.) Kemper |     | Nunnely Sierhuis Flemming | Verbong 46' ( Custers), Van Dijck, Janse , Van Horne, Labylle, Nwakali, Antonis, Opoku 70' ( Rijkers), Peeters 60' ( Respen), Amenyido, Tissoudali | Van Bladeren, Orejuela, Bakboord, Kemper, Bakker, Lang, Matusiwa, Bijleveld, Nunnely, Sierhuis, Flemming |  |
| Stadion: Stadion De Koel, Venlo Toeschouwers: 0 Arbiter: Kok |                                |     |                           | Verbong 46' ( Custers), Van Dijck, Janse , Van Horne, Labylle, Nwakali, Antonis, Opoku 70' ( Rijkers), Peeters 60' ( Respen), Amenyido, Tissoudali | Van Bladeren, Orejuela, Bakboord, Kemper, Bakker, Lang, Matusiwa, Bijleveld, Nunnely, Sierhuis, Flemming |  |
| Stadion: Stadion De Koel, Venlo Toeschouwers: 0 Arbiter: Kok |                                |     |                           | Verbong 46' ( Custers), Van Dijck, Janse , Van Horne, Labylle, Nwakali, Antonis, Opoku 70' ( Rijkers), Peeters 60' ( Respen), Amenyido, Tissoudali | Van Bladeren, Orejuela, Bakboord, Kemper, Bakker, Lang, Matusiwa, Bijleveld, Nunnely, Sierhuis, Flemming |  |
|                                                              |                                |     |                           | | |  |

| zaterdag 6 januari 2018, 14:30                                                                          | VVV-Venlo                               | 4-0 (3-0) | De Graafschap | Opstelling VVV-Venlo | Opstelling De Graafschap |  |
| Stadion: Stadion De Koel, Venlo Toeschouwers: 650 Arbiter: Kooij 31' ( Van den Kerkhof 46' ( Lindhout)) | Hunte 22' Thy 30' Leemans 35' Opoku 61' |           |               | Unnerstall, Dekker 66' ( Janse), Van Bruggen, Röseler, R. Janssen 66' ( Labylle), Rutten, Seuntjens 60' ( Opoku), Leemans 74' ( Nwakali), V. van Crooij 60' ( Tissoudali), Thy 74' ( Bezzat), Hunte RESERVEBANK: D. van Crooij, Verbong | Bednarek, Abena 68' ( Schoop), Van Diermen 46' ( Straalman), S. Nieuwpoort , L. Nieuwpoort 11', Klaasen, Diemers, El Jebli 39' 80' ( Burgzorg), Van Mieghem 78' ( Keurntjes), Ars 46' ( Van den Hurk), Driver 46' ( Van Overbeek) RESERVEBANK: Rondeel |  |
| Stadion: Stadion De Koel, Venlo Toeschouwers: 650 Arbiter: Kooij 31' ( Van den Kerkhof 46' ( Lindhout)) |                                         |           |               | Unnerstall, Dekker 66' ( Janse), Van Bruggen, Röseler, R. Janssen 66' ( Labylle), Rutten, Seuntjens 60' ( Opoku), Leemans 74' ( Nwakali), V. van Crooij 60' ( Tissoudali), Thy 74' ( Bezzat), Hunte RESERVEBANK: D. van Crooij, Verbong | Bednarek, Abena 68' ( Schoop), Van Diermen 46' ( Straalman), S. Nieuwpoort , L. Nieuwpoort 11', Klaasen, Diemers, El Jebli 39' 80' ( Burgzorg), Van Mieghem 78' ( Keurntjes), Ars 46' ( Van den Hurk), Driver 46' ( Van Overbeek) RESERVEBANK: Rondeel |  |
| Stadion: Stadion De Koel, Venlo Toeschouwers: 650 Arbiter: Kooij 31' ( Van den Kerkhof 46' ( Lindhout)) |                                         |           |               | Unnerstall, Dekker 66' ( Janse), Van Bruggen, Röseler, R. Janssen 66' ( Labylle), Rutten, Seuntjens 60' ( Opoku), Leemans 74' ( Nwakali), V. van Crooij 60' ( Tissoudali), Thy 74' ( Bezzat), Hunte RESERVEBANK: D. van Crooij, Verbong | Bednarek, Abena 68' ( Schoop), Van Diermen 46' ( Straalman), S. Nieuwpoort , L. Nieuwpoort 11', Klaasen, Diemers, El Jebli 39' 80' ( Burgzorg), Van Mieghem 78' ( Keurntjes), Ars 46' ( Van den Hurk), Driver 46' ( Van Overbeek) RESERVEBANK: Rondeel |  |
| |                                         |           |               | | |  |

| zaterdag 13 januari 2018, 14:30                 | VVV-Venlo                                       | 4-0 (2-0) | Alemannia Aachen | Opstelling VVV-Venlo | Opstelling Alemannia Aachen |  |
| Stadion: Stadion De Koel, Venlo Toeschouwers: 0 | Leemans 1' (pen.) Leemans 36' Hunte 48' Thy 80' |           |                  | Unnerstall, Rutten, Promes 46' ( Opoku), Röseler, R. Janssen, Van Bruggen, Seuntjens , Leemans, V. van Crooij, Thy, Hunte RESERVEBANK: D. van Crooij, Verbong, Labylle, Janse, Tissoudali, Dekker, Respen, Bezzat, Riis, Rijkers, Gielen | Depta 46' ( Nettekoven), Heinze 46' ( Nebi), Hackenberg 46' ( Lippold), Fiedler, Winter 46' ( Konaté-Lueken), Pluntke, Damaschek, Pütz 69' ( Kleefisch), Bösing 46' ( Yesilova), Fejzullahu 62' ( Kucharzik), Mickels 56' ( Hammel) RESERVEBANK: Tchakoumi, Yılmaz |  |
| Stadion: Stadion De Koel, Venlo Toeschouwers: 0 |                                                 |           |                  | Unnerstall, Rutten, Promes 46' ( Opoku), Röseler, R. Janssen, Van Bruggen, Seuntjens , Leemans, V. van Crooij, Thy, Hunte RESERVEBANK: D. van Crooij, Verbong, Labylle, Janse, Tissoudali, Dekker, Respen, Bezzat, Riis, Rijkers, Gielen | Depta 46' ( Nettekoven), Heinze 46' ( Nebi), Hackenberg 46' ( Lippold), Fiedler, Winter 46' ( Konaté-Lueken), Pluntke, Damaschek, Pütz 69' ( Kleefisch), Bösing 46' ( Yesilova), Fejzullahu 62' ( Kucharzik), Mickels 56' ( Hammel) RESERVEBANK: Tchakoumi, Yılmaz |  |
| Stadion: Stadion De Koel, Venlo Toeschouwers: 0 |                                                 |           |                  | Unnerstall, Rutten, Promes 46' ( Opoku), Röseler, R. Janssen, Van Bruggen, Seuntjens , Leemans, V. van Crooij, Thy, Hunte RESERVEBANK: D. van Crooij, Verbong, Labylle, Janse, Tissoudali, Dekker, Respen, Bezzat, Riis, Rijkers, Gielen | Depta 46' ( Nettekoven), Heinze 46' ( Nebi), Hackenberg 46' ( Lippold), Fiedler, Winter 46' ( Konaté-Lueken), Pluntke, Damaschek, Pütz 69' ( Kleefisch), Bösing 46' ( Yesilova), Fejzullahu 62' ( Kucharzik), Mickels 56' ( Hammel) RESERVEBANK: Tchakoumi, Yılmaz |  |
|                                                 |                                                 |           |                  | | |  |

| maandag 15 januari 2018, 19:30  | VVV-Venlo                                                                                   | 7-1 (3-1) | SV Venray       | Opstelling VVV-Venlo | Opstelling SV Venray |  |
| Stadion: Stadion De Koel, Venlo | Tissoudali 11' Riis 25' Gielen 44' Tissoudali 67' Tissoudali 69' (pen.) Riis 83' Bezzat 85' |           | 23' Touratzidis | D. van Crooij, Dekker, Janse , Van Horne 46' ( Van Dijck), Labylle, Bezzat, Tissoudali, Gielen, Respen, Riis, Rijkers RESERVEBANK: Verbong, Schilken, Joosten, Van de Vorst | Stiphout, Van der Waerden, Willemse, Van Dijck, Van Hout, Koenen, Brinkman, Shala, Wismans, Vievermans, Touratzidis RESERVEBANK: Van Enckevort, Peeters, Peters, Deenen, Pelzer |  |
| Stadion: Stadion De Koel, Venlo |                                                                                             |           |                 | D. van Crooij, Dekker, Janse , Van Horne 46' ( Van Dijck), Labylle, Bezzat, Tissoudali, Gielen, Respen, Riis, Rijkers RESERVEBANK: Verbong, Schilken, Joosten, Van de Vorst | Stiphout, Van der Waerden, Willemse, Van Dijck, Van Hout, Koenen, Brinkman, Shala, Wismans, Vievermans, Touratzidis RESERVEBANK: Van Enckevort, Peeters, Peters, Deenen, Pelzer |  |
| Stadion: Stadion De Koel, Venlo |                                                                                             |           |                 | D. van Crooij, Dekker, Janse , Van Horne 46' ( Van Dijck), Labylle, Bezzat, Tissoudali, Gielen, Respen, Riis, Rijkers RESERVEBANK: Verbong, Schilken, Joosten, Van de Vorst | Stiphout, Van der Waerden, Willemse, Van Dijck, Van Hout, Koenen, Brinkman, Shala, Wismans, Vievermans, Touratzidis RESERVEBANK: Van Enckevort, Peeters, Peters, Deenen, Pelzer |  |
|                                 |                                                                                             |           |                 | | |  |

| dinsdag 15 mei 2018, 19:00                                                      | RKVB | 0-7 (0-5) | VVV-Venlo                                                                                         | Opstelling RKVB | Opstelling VVV-Venlo |
| Stadion: Sportpark "Het Kerkveld", Baexem Toeschouwers: 350 Arbiter: Verstappen |      |           | 2' Thy 5' Labylle 21' Labylle 41' V. van Crooij 44' Castelen 57' V. van Crooij 85' Labylle (pen.) |                 | D. van Crooij 46' ( Verbong), Dekker, Promes 46' ( Korkmaz), Röseler 46' ( Janse), R. Janssen 65' ( Gielen), Leemans 65' ( Linthorst), V. van Crooij 65' ( Van de Vorst), Labylle, Castelen 46' ( Bezzat), Thy 46' ( Riis), Hunte 65' ( Rijkers) |
| Stadion: Sportpark "Het Kerkveld", Baexem Toeschouwers: 350 Arbiter: Verstappen |      |           |                                                                                                   |                 | D. van Crooij 46' ( Verbong), Dekker, Promes 46' ( Korkmaz), Röseler 46' ( Janse), R. Janssen 65' ( Gielen), Leemans 65' ( Linthorst), V. van Crooij 65' ( Van de Vorst), Labylle, Castelen 46' ( Bezzat), Thy 46' ( Riis), Hunte 65' ( Rijkers) |
| Stadion: Sportpark "Het Kerkveld", Baexem Toeschouwers: 350 Arbiter: Verstappen |      |           |                                                                                                   |                 | D. van Crooij 46' ( Verbong), Dekker, Promes 46' ( Korkmaz), Röseler 46' ( Janse), R. Janssen 65' ( Gielen), Leemans 65' ( Linthorst), V. van Crooij 65' ( Van de Vorst), Labylle, Castelen 46' ( Bezzat), Thy 46' ( Riis), Hunte 65' ( Rijkers) |
|                                                                                 |      |           |                                                                                                   |                 | |

| vrijdag 18 mei 2018, 19:00                      | SV Panningen | 1-5 (0-5) | VVV-Venlo                                          | Opstelling SV Panningen | Opstelling VVV-Venlo |
| Stadion: Sportpark "Panningen-Noord", Panningen | 71' Van Osch |           | 5' Thy 6' Korkmaz 27' Riis (pen.) 28' Riis 37' Thy |                         | D. van Crooij, Korkmaz, Promes 57' ( Rijkers), Röseler 71' ( Van Horne), R. Janssen, Dekker, Leemans, Seuntjens 55' ( Gielen), Thy, Riis, Bezzat 63' ( S. Janssen) RESERVEBANK: Unnerstall, V. van Crooij, Joosten, Van Dijck |
| Stadion: Sportpark "Panningen-Noord", Panningen |              |           |                                                    |                         | D. van Crooij, Korkmaz, Promes 57' ( Rijkers), Röseler 71' ( Van Horne), R. Janssen, Dekker, Leemans, Seuntjens 55' ( Gielen), Thy, Riis, Bezzat 63' ( S. Janssen) RESERVEBANK: Unnerstall, V. van Crooij, Joosten, Van Dijck |
| Stadion: Sportpark "Panningen-Noord", Panningen |              |           |                                                    |                         | D. van Crooij, Korkmaz, Promes 57' ( Rijkers), Röseler 71' ( Van Horne), R. Janssen, Dekker, Leemans, Seuntjens 55' ( Gielen), Thy, Riis, Bezzat 63' ( S. Janssen) RESERVEBANK: Unnerstall, V. van Crooij, Joosten, Van Dijck |
|                                                 |              |           |                                                    |                         | |

## Statistieken

### Eindstand VVV-Venlo in Eredivisie 2017/2018
| Stand | Gespeeld | Gewonnen | Gelijk | Verloren | Punten | Doelpunten voor | Doelpunten tegen | Gele kaarten | Rode kaarten |
| ----- | -------- | -------- | ------ | -------- | ------ | --------------- | ---------------- | ------------ | ------------ |
| 15e   | 34       | 7        | 13     | 14       | 34     | 35              | 54               | 49           | 2            |

### Stand, punten en doelpunten per speelronde 2017/2018
| Speelronde                            | 1  | 2  | 3  | 4  | 5  | 6  | 7  | 8  | 9   | 10  | 11  | 12  | 13  | 14  | 15  | 16  | 17  | 18  | 19  | 20  | 21 | 22  | 23  | 24  | 25  | 26  | 27  | 28  | 29  | 30  | 31  | 32  | 33  | 34  | Totaal |
| ------------------------------------- | -- | -- | -- | -- | -- | -- | -- | -- | --- | --- | --- | --- | --- | --- | --- | --- | --- | --- | --- | --- | -- | --- | --- | --- | --- | --- | --- | --- | --- | --- | --- | --- | --- | --- | ------ |
| Aantal punten per speelronde          | 3  | 3  | 0  | 1  | 1  | 1  | 3  | 0  | 0   | 0   | 1   | 1   | 1   | 0   | 1   | 0   | 3   | 3   | 1   | 3   | 3  | 0   | 1   | 1   | 1   | 1   | 0   | 0   | 1   | 0   | 0   | 0   | 0   | 0   | 34     |
| Aantal punten na speelronde           | 3  | 6  | 6  | 7  | 8  | 9  | 12 | 12 | 12  | 12  | 13  | 14  | 15  | 15  | 16  | 16  | 19  | 22  | 23  | 26  | 29 | 29  | 30  | 31  | 32  | 33  | 33  | 33  | 34  | 34  | 34  | 34  | 34  | 34  | 34     |
| Stand na speelronde                   | 3e | 4e | 8e | 8e | 9e | 8e | 7e | 9e | 10e | 12e | 12e | 12e | 12e | 13e | 13e | 13e | 12e | 10e | 11e | 10e | 9e | 10e | 10e | 10e | 11e | 10e | 12e | 12e | 12e | 12e | 12e | 13e | 14e | 15e | 15e    |
| Aantal doelpunten per speelronde      | 3  | 2  | 0  | 1  | 1  | 1  | 2  | 2  | 0   | 0   | 0   | 1   | 3   | 0   | 2   | 0   | 1   | 3   | 1   | 1   | 1  | 0   | 0   | 1   | 2   | 1   | 2   | 0   | 0   | 2   | 0   | 1   | 1   | 0   | 35     |
| Aantal tegendoelpunten per speelronde | 0  | 1  | 2  | 1  | 1  | 1  | 0  | 5  | 2   | 3   | 0   | 1   | 3   | 2   | 2   | 1   | 0   | 1   | 1   | 0   | 0  | 3   | 0   | 1   | 2   | 1   | 3   | 3   | 0   | 3   | 2   | 4   | 4   | 1   | 54     |
| Aantal gele kaarten per speelronde    | 0  | 2  | 2  | 2  | 1  | 2  | 1  | 1  | 2   | 1   | 0   | 2   | 0   | 0   | 1   | 1   | 1   | 2   | 3   | 3   | 1  | 2   | 2   | 1   | 2   | 4   | 0   | 2   | 4   | 2   | 2   | 0   | 4   | 1   | 54     |

### Statistieken
|                          | Eredivisie | Totaal    |
| ------------------------ | ---------- | --------- |
| Wedstrijden              | 34 van 34  | 34 van 34 |
| Gewonnen                 | 7 van 34   | 7 van 34  |
| Gelijk                   | 13 van 34  | 13 van 34 |
| Verloren                 | 14 van 34  | 14 van 34 |
| Thuis                    | 17 van 17  | 17 van 17 |
| Uit                      | 17 van 17  | 17 van 17 |
| Gele kaarten             | 49         | 49        |
| Rode kaarten             | 1          | 1         |
| 2 × geel in 1 wedstrijd  | 1          | 1         |
| Aantal wissels toegepast | 91         | 91        |
| Doelpunten voor          | 35         | 35        |
| Doelpunten tegen         | 54         | 54        |
| Doelsaldo                | -19        | -19       |
| De nul gehouden          | 8          | 8         |
| Strafschoppen voor       | 6          | 6         |
| Strafschoppen tegen      | 4          | 4         |

Legenda
- W Wedstrijden
- Doelpunt
- Gele kaart
- 2× gele kaart in 1 wedstrijd
- Rode kaart

| Nat.                | Spelersnaam        | Eredivisie | Eredivisie | Eredivisie | Eredivisie | Eredivisie |  | KNVB beker | KNVB beker | KNVB beker | KNVB beker | KNVB beker |  | Play-offs | Play-offs | Play-offs | Play-offs | Play-offs |  | Totaal | Totaal | Totaal | Totaal | Totaal |
| ------------------- | ------------------ | ---------- | ---------- | ---------- | ---------- | ---------- |  | ---------- | ---------- | ---------- | ---------- | ---------- |  | --------- | --------- | --------- | --------- | --------- |  | ------ | ------ | ------ | ------ | ------ |
| Nat.                | Spelersnaam        | W          |            |            |            |            |  | W          |            |            |            |            |  | W         |           |           |           |           |  | W      |        |        |        |        |
| Keepers             |                    |            |            |            |            |            |  |            |            |            |            |            |  |           |           |           |           |           |  |        |        |        |        |        |
| Vlag van Nederland  | Delano van Crooij  | 2          | 0          | 0          | 0          | 0          |  | 3          | 0          | 0          | 0          | 0          |  | 0         | 0         | 0         | 0         | 0         |  | 5      | 0      | 0      | 0      | 0      |
| Vlag van Nederland  | Sem Custers        | 0          | 0          | 0          | 0          | 0          |  | 0          | 0          | 0          | 0          | 0          |  | 0         | 0         | 0         | 0         | 0         |  | 0      | 0      | 0      | 0      | 0      |
| Vlag van Duitsland  | Lars Unnerstall    | 32         | 0          | 1          | 0          | 0          |  | 0          | 0          | 0          | 0          | 0          |  | 0         | 0         | 0         | 0         | 0         |  | 32     | 0      | 1      | 0      | 0      |
| Vlag van Nederland  | Bram Verbong       | 0          | 0          | 0          | 0          | 0          |  | 0          | 0          | 0          | 0          | 0          |  | 0         | 0         | 0         | 0         | 0         |  | 0      | 0      | 0      | 0      | 0      |
| Verdediging         |                    |            |            |            |            |            |  |            |            |            |            |            |  |           |           |           |           |           |  |        |        |        |        |        |
| Vlag van Nederland  | Damian van Bruggen | 26         | 2          | 2          | 0          | 0          |  | 3          | 1          | 1          | 0          | 0          |  | 0         | 0         | 0         | 0         | 0         |  | 29     | 3      | 3      | 0      | 0      |
| Vlag van Nederland  | Tristan Dekker     | 15         | 0          | 1          | 0          | 0          |  | 0          | 0          | 0          | 0          | 0          |  | 0         | 0         | 0         | 0         | 0         |  | 15     | 0      | 1      | 0      | 0      |
| Vlag van Nederland  | Stan van Dijck     | 0          | 0          | 0          | 0          | 0          |  | 1          | 0          | 0          | 0          | 0          |  | 0         | 0         | 0         | 0         | 0         |  | 1      | 0      | 0      | 0      | 0      |
| Vlag van Nederland  | Roy Gielen         | 0          | 0          | 0          | 0          | 0          |  | 1          | 0          | 0          | 0          | 0          |  | 0         | 0         | 0         | 0         | 0         |  | 1      | 0      | 0      | 0      | 0      |
| Vlag van Nederland  | Moos Hendrix       | 0          | 0          | 0          | 0          | 0          |  | 0          | 0          | 0          | 0          | 0          |  | 0         | 0         | 0         | 0         | 0         |  | 0      | 0      | 0      | 0      | 0      |
| Vlag van Nederland  | Dion van Horne     | 0          | 0          | 0          | 0          | 0          |  | 0          | 0          | 0          | 0          | 0          |  | 0         | 0         | 0         | 0         | 0         |  | 0      | 0      | 0      | 0      | 0      |
| Vlag van Nederland  | Roel Janssen       | 25         | 0          | 4          | 0          | 0          |  | 2          | 0          | 1          | 0          | 0          |  | 0         | 0         | 0         | 0         | 0         |  | 27     | 0      | 5      | 0      | 0      |
| Vlag van Nederland  | Jens Janse         | 10         | 0          | 1          | 0          | 0          |  | 1          | 0          | 0          | 0          | 0          |  | 0         | 0         | 0         | 0         | 0         |  | 11     | 0      | 1      | 0      | 0      |
| Vlag van Nederland  | Lars Joosten       | 0          | 0          | 0          | 0          | 0          |  | 0          | 0          | 0          | 0          | 0          |  | 0         | 0         | 0         | 0         | 0         |  | 0      | 0      | 0      | 0      | 0      |
| Vlag van Nederland  | Evren Korkmaz      | 2          | 0          | 0          | 0          | 0          |  | 0          | 0          | 0          | 0          | 0          |  | 0         | 0         | 0         | 0         | 0         |  | 2      | 0      | 0      | 0      | 0      |
| Vlag van België     | Leroy Labylle      | 21         | 0          | 2          | 0          | 0          |  | 1          | 0          | 0          | 0          | 0          |  | 0         | 0         | 0         | 0         | 0         |  | 22     | 0      | 2      | 0      | 0      |
| Vlag van Nederland  | Jerold Promes      | 30         | 1          | 3          | 0          | 1          |  | 1          | 0          | 0          | 0          | 0          |  | 0         | 0         | 0         | 0         | 0         |  | 31     | 1      | 3      | 0      | 1      |
| Vlag van Duitsland  | Nils Röseler       | 34         | 0          | 2          | 0          | 0          |  | 3          | 0          | 1          | 0          | 0          |  | 0         | 0         | 0         | 0         | 0         |  | 37     | 0      | 3      | 0      | 0      |
| Vlag van Nederland  | Moreno Rutten      | 30         | 0          | 4          | 0          | 0          |  | 2          | 2          | 0          | 0          | 0          |  | 0         | 0         | 0         | 0         | 0         |  | 32     | 2      | 4      | 0      | 0      |
| Vlag van Nederland  | Martijn Samson     | 0          | 0          | 0          | 0          | 0          |  | 0          | 0          | 0          | 0          | 0          |  | 0         | 0         | 0         | 0         | 0         |  | 0      | 0      | 0      | 0      | 0      |
| Middenveld          |                    |            |            |            |            |            |  |            |            |            |            |            |  |           |           |           |           |           |  |        |        |        |        |        |
| Vlag van Australië  | Terry Antonis      | 0          | 0          | 0          | 0          | 0          |  | 2          | 1          | 0          | 0          | 0          |  | 0         | 0         | 0         | 0         | 0         |  | 2      | 1      | 0      | 0      | 0      |
| Vlag van Nederland  | Simon Janssen      | 0          | 0          | 0          | 0          | 0          |  | 0          | 0          | 0          | 0          | 0          |  | 0         | 0         | 0         | 0         | 0         |  | 0      | 0      | 0      | 0      | 0      |
| Vlag van Nederland  | Clint Leemans      | 33         | 10         | 5          | 0          | 0          |  | 3          | 0          | 1          | 0          | 0          |  | 0         | 0         | 0         | 0         | 0         |  | 36     | 10     | 6      | 0      | 0      |
| Vlag van Nederland  | Evert Linthorst    | 1          | 0          | 0          | 0          | 0          |  | 0          | 0          | 0          | 0          | 0          |  | 0         | 0         | 0         | 0         | 0         |  | 1      | 0      | 0      | 0      | 0      |
| Vlag van Nigeria    | Kelechi Nwakali    | 9          | 1          | 0          | 0          | 0          |  | 3          | 0          | 0          | 0          | 0          |  | 0         | 0         | 0         | 0         | 0         |  | 12     | 1      | 0      | 0      | 0      |
| Vlag van Nederland  | Johnatan Opoku     | 18         | 1          | 0          | 0          | 0          |  | 1          | 0          | 0          | 0          | 0          |  | 0         | 0         | 0         | 0         | 0         |  | 19     | 1      | 0      | 0      | 0      |
| Vlag van Nederland  | Danny Post         | 20         | 0          | 8          | 0          | 0          |  | 1          | 0          | 0          | 0          | 0          |  | 0         | 0         | 0         | 0         | 0         |  | 21     | 0      | 8      | 0      | 0      |
| Vlag van Nederland  | Paul Wienhoven     | 0          | 0          | 0          | 0          | 0          |  | 0          | 0          | 0          | 0          | 0          |  | 0         | 0         | 0         | 0         | 0         |  | 0      | 0      | 0      | 0      | 0      |
| Aanval              |                    |            |            |            |            |            |  |            |            |            |            |            |  |           |           |           |           |           |  |        |        |        |        |        |
| Vlag van Duitsland  | Etienne Amenyido   | 2          | 0          | 0          | 0          | 0          |  | 2          | 1          | 0          | 0          | 0          |  | 0         | 0         | 0         | 0         | 0         |  | 4      | 1      | 0      | 0      | 0      |
| Vlag van Nederland  | Lugman Bezzat      | 0          | 0          | 0          | 0          | 0          |  | 1          | 0          | 0          | 0          | 0          |  | 0         | 0         | 0         | 0         | 0         |  | 1      | 0      | 0      | 0      | 0      |
| Vlag van Nederland  | Romeo Castelen     | 14         | 0          | 1          | 0          | 0          |  | 0          | 0          | 0          | 0          | 0          |  | 0         | 0         | 0         | 0         | 0         |  | 14     | 0      | 1      | 0      | 0      |
| Vlag van Nederland  | Vito van Crooij    | 31         | 5          | 6          | 0          | 0          |  | 2          | 0          | 1          | 0          | 0          |  | 0         | 0         | 0         | 0         | 0         |  | 33     | 5      | 7      | 0      | 0      |
| Vlag van Nederland  | Torino Hunte       | 32         | 3          | 3          | 0          | 0          |  | 1          | 1          | 0          | 0          | 0          |  | 0         | 0         | 0         | 0         | 0         |  | 33     | 4      | 3      | 0      | 0      |
| Vlag van Nederland  | Mink Peeters       | 0          | 0          | 0          | 0          | 0          |  | 1          | 0          | 0          | 0          | 0          |  | 0         | 0         | 0         | 0         | 0         |  | 1      | 0      | 0      | 0      | 0      |
| Vlag van Nederland  | Juul Respen        | 0          | 0          | 0          | 0          | 0          |  | 0          | 0          | 0          | 0          | 0          |  | 0         | 0         | 0         | 0         | 0         |  | 0      | 0      | 0      | 0      | 0      |
| Vlag van Denemarken | Emil Riis Jakobsen | 3          | 0          | 0          | 0          | 0          |  | 0          | 0          | 0          | 0          | 0          |  | 0         | 0         | 0         | 0         | 0         |  | 3      | 0      | 0      | 0      | 0      |
| Vlag van Nederland  | Jeffrey Rijkers    | 0          | 0          | 0          | 0          | 0          |  | 0          | 0          | 0          | 0          | 0          |  | 0         | 0         | 0         | 0         | 0         |  | 0      | 0      | 0      | 0      | 0      |
| Vlag van Nederland  | Ralf Seuntjens     | 32         | 3          | 5          | 1          | 0          |  | 2          | 0          | 0          | 0          | 0          |  | 0         | 0         | 0         | 0         | 0         |  | 34     | 3      | 5      | 1      | 0      |
| Vlag van Duitsland  | Lennart Thy        | 32         | 7          | 0          | 0          | 0          |  | 2          | 1          | 1          | 0          | 0          |  | 0         | 0         | 0         | 0         | 0         |  | 34     | 8      | 1      | 0      | 0      |
| Vlag van Nederland  | Tarik Tissoudali   | 11         | 1          | 1          | 0          | 0          |  | 3          | 0          | 0          | 0          | 0          |  | 0         | 0         | 0         | 0         | 0         |  | 14     | 1      | 1      | 0      | 0      |
| Vlag van Nederland  | Kay van de Vorst   | 0          | 0          | 0          | 0          | 0          |  | 0          | 0          | 0          | 0          | 0          |  | 0         | 0         | 0         | 0         | 0         |  | 0      | 0      | 0      | 0      | 0      |
| Nat.                | Spelersnaam        | W          |            |            |            |            |  | W          |            |            |            |            |  | W         |           |           |           |           |  | W      |        |        |        |        |
| Nat.                | Spelersnaam        | Eredivisie | Eredivisie | Eredivisie | Eredivisie | Eredivisie |  | KNVB beker | KNVB beker | KNVB beker | KNVB beker | KNVB beker |  | Play-offs | Play-offs | Play-offs | Play-offs | Play-offs |  | Totaal | Totaal | Totaal | Totaal | Totaal |

### Topscorers 2017/2018
| Nr.    | Naam                                        | Goal |
| ------ | ------------------------------------------- | ---- |
| 1.     | Clint Leemans                               | 10   |
| 2.     | Lennart Thy                                 | 7    |
| 3.     | Vito van Crooij                             | 5    |
| 4.     | Ralf Seuntjens                              | 3    |
|        | Torino Hunte                                | 3    |
| 6.     | Damian van Bruggen                          | 2    |
| 7.     | Tarik Tissoudali                            | 1    |
|        | Jerold Promes                               | 1    |
|        | Kelechi Nwakali                             | 1    |
|        | Johnatan Opoku                              | 1    |
| 11.    | Jurgen Mattheij (Excelsior, eigen doelpunt) | 1    |
| Totaal | Totaal                                      | 35   |

| Nr.    | Naam               | Goal |
| ------ | ------------------ | ---- |
| 1.     | Moreno Rutten      | 2    |
| 2.     | Damian van Bruggen | 1    |
|        | Etienne Amenyido   | 1    |
|        | Terry Antonis      | 1    |
|        | Lennart Thy        | 1    |
|        | Torino Hunte       | 1    |
| Totaal | Totaal             | 7    |

| Nr.    | Naam                            | Goal |
| ------ | ------------------------------- | ---- |
| 1.     | Tarik Tissoudali                | 21   |
| 2.     | Clint Leemans                   | 12   |
| 3.     | Ralf Seuntjens                  | 11   |
|        | Vito van Crooij                 | 11   |
| 5.     | Lennart Thy                     | 9    |
| 6.     | Torino Hunte                    | 6    |
| 7.     | Terry Antonis                   | 5    |
|        | Johnatan Opoku                  | 5    |
|        | Lugman Bezzat                   | 5    |
| 10.    | Emil Riis Jakobsen              | 4    |
| 11.    | Leroy Labylle                   | 3    |
| 12.    | Hans Nunoo Sarpei               | 2    |
|        | Danny Post                      | 2    |
|        | Evren Korkmaz                   | 2    |
| 15.    | Nils Röseler                    | 1    |
|        | Jerold Promes                   | 1    |
|        | Juul Respen                     | 1    |
|        | Dion van Horne                  | 1    |
|        | Roy Gielen                      | 1    |
|        | Romeo Castelen                  | 1    |
| 21.    | IVO (eigen doelpunt)            | 2    |
| 22.    | Wilhelmina '08 (eigen doelpunt) | 1    |
|        | EVV (eigen doelpunt)            | 1    |
|        | De Treffers (eigen doelpunt)    | 1    |
|        | Jong N.E.C. (eigen doelpunt)    | 1    |
| 26.    | Jong Ajax (eigen doelpunt)      | 1    |
| Totaal | Totaal                          | 110  |

ADO Den Haag ·
Ajax ·
AZ ·
Excelsior ·
Feyenoord ·
FC Groningen ·
sc Heerenveen ·
Heracles Almelo ·
NAC Breda ·
PEC Zwolle · 
PSV ·
Roda JC Kerkrade ·
Sparta Rotterdam ·
FC Twente ·
FC Utrecht ·
Vitesse ·
VVV-Venlo ·
Willem II